# Rassismus

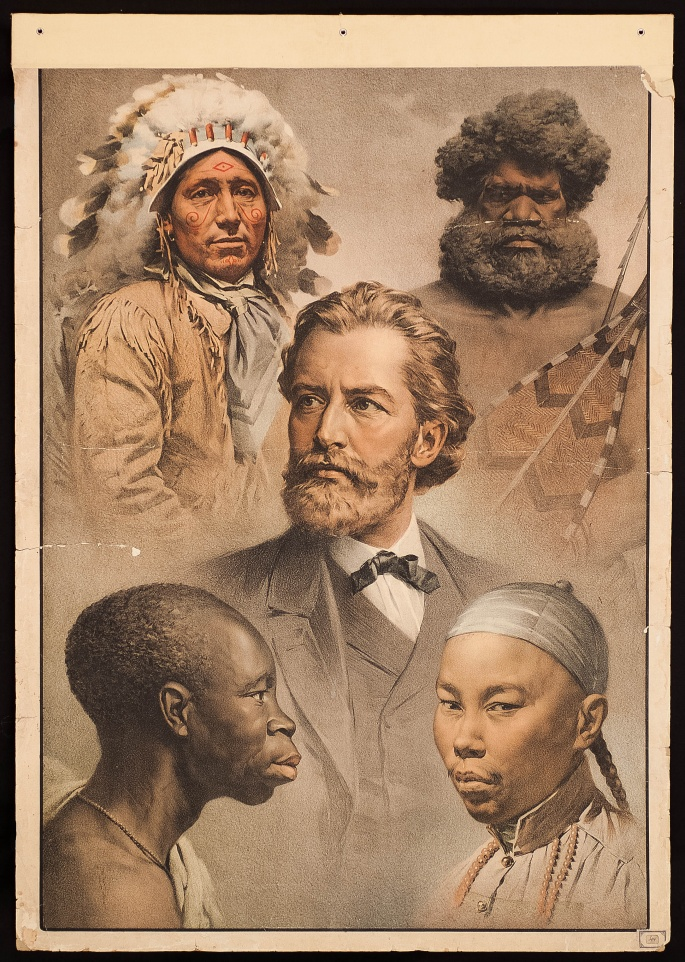
Wandtafel von 1911 mit Darstellung der fünf „Menschenrassen“ nach damaliger Lehrmeinung. Der Europäer befindet sich als größte Figur im Zentrum (vgl. eurozentristisches Weltbild).

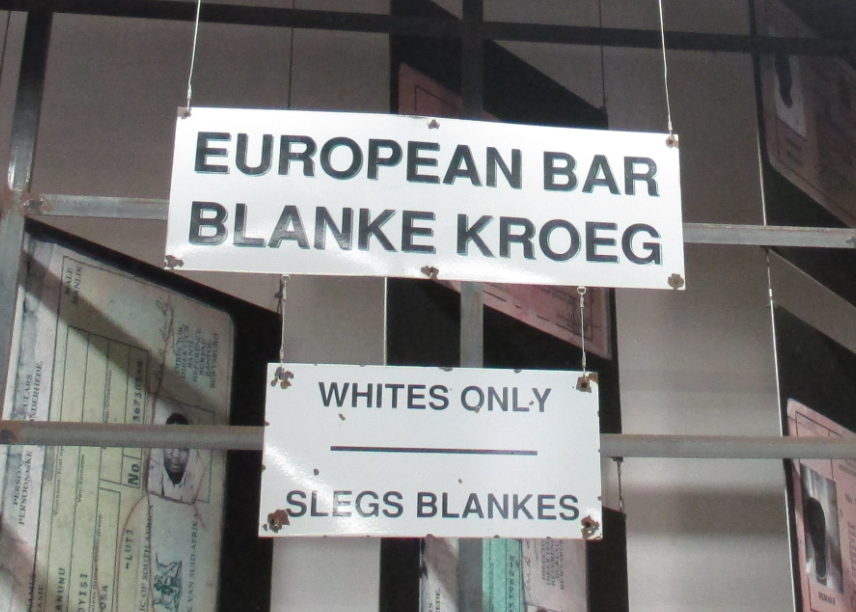
Schild mit der Aufschrift „nur für Weiße“ auf Afrikaans und Englisch (Apartheid Museum Johannesburg, Südafrika)

Rassismus oder Rassenideologie ist ein Komplex von Praktiken, Einstellungen und Strukturen, durch den Menschen aufgrund äußerlicher Merkmale oder negativer Fremdzuschreibungen, die übertrieben, naturalisiert oder stereotypisiert werden, als „Rasse“, „Volk“ oder „Ethnie“ kategorisiert und systematisch ausgegrenzt werden. Rassismus funktioniert sowohl über individuelle Vorurteile als auch über institutionelle und strukturelle Mechanismen der Diskriminierung.
Der Begriff Rassismus entstand zu Beginn des 20. Jahrhunderts in der kritischen Auseinandersetzung mit politischen Konzepten, die auf Rassenideologien basierten. Bis ins 20. Jahrhundert wurden vor allem aufgrund biologischer Merkmale wie Hautfarbe oder Körperformen angebliche „Menschenrassen“ in heute obsoleten Rassentheorien konstruiert und damit Sklaverei, Assimilationspolitik, Ethno- oder Genozid gerechtfertigt. Während historisch biologische Merkmale im Vordergrund standen, operiert Rassismus heute verstärkt über kulturelle, religiöse oder nationale Zuschreibungen (Rassismus ohne Rassen, Kulturrassismus).
Biologisch lässt sich eine Unterteilung der rezenten Art Homo sapiens in „Rassen“ beziehungsweise Unterarten nicht rechtfertigen. Zur Untersuchung bestimmter geographisch voneinander abweichender Merkmale des Menschen werden in der Humanbiologie stattdessen einzelne Populationen abgegrenzt, die nur auf das untersuchte Merkmal bezogen sind. Auch wenn daraus Erkenntnisse über die Abstammungsgeschichte des Menschen gewonnen werden, sind sie weder für taxonomische Zwecke geeignet noch belegen sie die biosystematische Unterteilung des Menschen in Untergruppen.
Rassisten und Rassenideologen betrachten Menschen, die ihren eigenen Merkmalen möglichst ähnlich sind, meist als höherwertig, während alle anderen als geringerwertig betrachtet werden (Chauvinismus). Dieser hierarchischen Herabsetzung geht eine oft penible Zuordnung von Menschen zu Gruppen voraus, wobei Misch- und Mehrfachidentitäten sowie Gruppenübertritte als schwerwiegende Problemfälle begriffen werden. Oft möchten Rassenideologen einen Verkehr der Gruppen untereinander erschweren (Segregation) und dabei insbesondere die Vermischung durch familiäre Verbindungen verhindern.
Rassismus zielt nicht auf subjektiv wahrgenommene Eigenschaften einer Gruppe, sondern stellt deren Gleichrangigkeit und im Extremfall deren Existenzberechtigung in Frage. Rassistische Diskriminierung versucht typischerweise, auf projizierte genetische und davon abgeleitete persönliche Unterschiede zu verweisen. Rassismus dient zur Legitimation von Machtausübung und Herrschaftsverhältnissen sowie zur Mobilisierung von Menschen für politische Ziele. Durch rassistische Hierarchien soll der Zugang zu Ressourcen, Orten und gesellschaftlichen Positionen kontrolliert werden.
Rassismus manifestiert sich auf verschiedenen Ebenen: von alltäglichen Vorurteilen und Mikroaggressionen über institutionelle Diskriminierung in Bildung, Justiz oder Arbeitsmarkt bis hin zu struktureller Benachteiligung in gesellschaftlichen Systemen. Die Folgen reichen von ungleichen Chancen über Rassentrennung und Pogrome bis zu sogenannten „ethnischen Säuberungen“ und Völkermord.
Seit der Ächtung von Rassismus durch die Vereinten Nationen nach dem Zweiten Weltkrieg unternimmt die sog. Neue Rechte die strategische Wiederbelebung diskriminierender Grundkonzepte im Rahmen eines Kulturrassismus (siehe Ethnopluralismus). Auf diese Weise können beispielsweise rigide Grenzpolitiken gerechtfertigt oder Flüchtlinge diskriminiert werden.
Das Internationale Übereinkommen zur Beseitigung jeder Form von Rassendiskriminierung unterscheidet nicht zwischen rassistischer und ethnischer Diskriminierung. Unabhängig von Herkunft oder Nationalität kann jeder Mensch von Rassismus betroffen sein. Ein erweiterter Rassismusbegriff kann auch eine Vielzahl anderer Kategorien einbeziehen. Der Begriff des Rassismus überlappt mit dem der Fremdenfeindlichkeit, wird in den Sozialwissenschaften jedoch differenziert verwendet.

## Allgemeines
Rassismus ist eine Form gruppenbezogener Menschenfeindlichkeit. Im strengen Sinne des Wortes versucht er, soziale Phänomene anhand pseudowissenschaftlicher Analogieschlüsse aus der Biologie zu erklären. Als Reaktion auf die egalitären Universalitätsansprüche der Aufklärung versucht er eine scheinbar unantastbare Rechtfertigung sozialer Ungleichheit durch den Bezug auf naturwissenschaftliche Erkenntnisse. Kultur, sozialer Status, Begabung und Charakter, Verhalten etc. gelten als durch die erbbiologische Ausstattung determiniert. Eine vermeintlich natur- oder gottgegebene, hierarchisch-autoritäre Herrschaftsordnung und die daraus gefolgerten Handlungszwänge dienen der Rechtfertigung von Diskriminierung, Ausgrenzung, Unterdrückung, Verfolgung oder Vernichtung von Individuen und Gruppen – sowohl auf individueller als auch auf institutioneller Ebene. Unterschiede in Hautfarbe, Sprache, Religion und Kultur stabilisieren die Abgrenzung zwischen den verschiedenen Gruppen und sollen die Vorrangstellung des Eigenen vor dem Fremden sichern. Der zivilisatorische Fortschritt der Moderne wird als dekadente, einer natürlichen Ungleichheit der Menschen widersprechende Verfallsgeschichte interpretiert.
Der Historiker Imanuel Geiss sieht in den historischen Grundlagen des indischen Kastenwesens die „älteste Form quasi-rassistischer Strukturen“. Laut Geiss nahmen sie ihren Anfang spätestens mit der Eroberung Nordindiens durch die Arier gegen 1500 v. Chr.; „Hellhäutige Eroberer pressten unterworfene Dunkelhäutige als ‚Sklaven‘ in die Apartheid einer Rassen-Kasten-Gesellschaft, die sich auf Dauer in der ursprünglichen Form nicht halten ließ, aber zur extremen Fragmentierung und Abschottung der Kasten als unübersteigbare Lebens-, Berufs-, Wohn-, Essens- und Ehegemeinschaften führte“ (ebenda). Im antiken Griechenland wurden die Barbaren zwar nicht als „rassisch minderwertig“, sondern „nur“ als kulturell bzw. zivilisatorisch Zurückgebliebene betrachtet, aber auch hier sprechen einige Historiker von prototypischem oder auch „Proto-Rassismus“.
Der „moderne“ Rassismus entstand im 14. und 15. Jahrhundert und wurde ursprünglich eher religiös begründet (Fredrickson, S. 14). Ab 1492, nach der Reconquista, der Rückeroberung Andalusiens durch die Spanier, wurden Juden und Muslime als „fremde Eindringlinge“ oder schlicht als „marranos“ (Schweine) verfolgt und aus Spanien vertrieben. Zwar existierte die formale Möglichkeit der (mehr oder weniger freiwilligen) Taufe, um Vertreibung oder Tod zu entrinnen, jedoch wurde angenommen bzw. unterstellt, dass die Conversos (konvertierte Juden) oder Moriscos (konvertierte Mauren) weiterhin heimlich ihren Glauben ausübten, wodurch den Konvertiten faktisch die Möglichkeit genommen wurde, vollwertige Mitglieder der Gesellschaft zu werden. Das „Jüdische“ oder das „Islamische“, aber auch das „Christliche“, wurde zum inneren Wesen, zur „Essenz“ des Menschen erklärt und die Religionszugehörigkeit so zur unüberwindlichen Schranke. Die Vorstellung, die Taufe oder Konversion reiche nicht, um den Makel zu tilgen, essentialisiert oder naturalisiert die Religion und gilt vielen Historikern daher als Geburt des modernen Rassismus. Die Vorstellung, ein Jude oder Moslem behielte auch dann sein jüdisches oder muslimisches „Wesen“, wenn er seine Religion geändert hat – es liege ihm gewissermaßen im Blute –, ist im Kern rassistisch. „Die alte europäische Überzeugung, dass Kinder dasselbe ‚Blut‘ haben wie ihre Eltern, war eher eine Metapher und ein Mythos als ein empirischer wissenschaftlicher Befund, aber sie sanktionierte eine Art genealogischen Determinismus, der in Rassismus umschlägt, wenn er auf ganze ethnische Gruppen angewandt wird“ (Fredrickson, S. 15). Die Estatutos de limpieza de sangre („Statuten von der Reinheit des Blutes“), erstmals niedergelegt 1449 für den Rat der Stadt Toledo, werden in historischen Überblicksdarstellungen als Vorläufer der Nürnberger Rassegesetze wahrgenommen. Der Historiker Max Sebastián Hering Torres weist in seiner Darstellung der entsprechenden Verordnungen darauf hin, dass der rassistische Ansatz der Limpieza außer Frage steht und Elemente dieses Konzepts an Passagen der Nürnberger Rassegesetze erinnern, dass aber das dort formulierte Blutreinheitskonzept den Nationalsozialisten unbekannt war. Die eigene Qualität der NS-Rassengesetze lasse eine lineare Interpretation vom vormodernen Antijudaismus bis hin zum NS-Antisemitismus und Holocaust von Millionen Juden in Konzentrationslagern nicht zu. Die rassistische Doktrin von der „Reinheit des Blutes“ stigmatisierte eine ganze ethnische Gruppe aufgrund von Kriterien, an denen die Betroffenen weder durch Bekehrung noch durch Assimilation etwas ändern konnten.
Aus der christlichen Glaubensgemeinschaft, der eigentlich jeder angehört, der durch die Taufe zu einem Teil der Gemeinschaft geworden ist, war eine Abstammungsgemeinschaft, ein Rassenäquivalent, geworden – ein Vorgang, in dem sich fast 500 Jahre vor dem Nationalsozialismus das rassistische Ideologem vom „Volkskörper“ mit den damit einhergehenden Vorstellungen, beispielsweise von der „Unreinheit des jüdischen Blutes“, ankündigt.
Dieser mittelalterliche Rassismus blieb jedoch zunächst eingebunden in den Zusammenhang mythischer und religiöser Vorstellungen, es fehlte der Bezug auf eine naturwissenschaftlich begründete Biologie. Erst als religiöse Gewissheiten in Frage gestellt und die Trennung zwischen Körper und Seele zugunsten eines materialistisch-naturwissenschaftlichen Weltbildes aufgehoben wurden, waren die geistesgeschichtlichen Voraussetzungen für einen Rassismus neuzeitlicher Prägung gegeben. „Der Rassismus konnte sich in dem Maße zu einer komplexen Bewusstseinsform entwickeln, wie sich rassistische Bewusstseinselemente aus den theologischen Bindungen des Mittelalters „emanzipieren“ konnten.“ Pseudowissenschaftliche Rassentheorien sind gewissermaßen ein „Abfallprodukt der Aufklärung“, deren scheinbar naturwissenschaftliche Argumentation auch und gerade von großen Aufklärern rezipiert wurde. „Mit ihrem leidenschaftlichen, manchmal an Fanatismus grenzenden Bestreben, die Welt ‚logisch‘ zu ordnen, mit ihrer Manie, alles zu klassifizieren, haben die Philosophen und Gelehrten der Aufklärung dazu beigetragen, jahrhundertealten rassistischen Vorstellungen eine ideologische Kohärenz zu geben, die sie für jeden anziehend machte, der zu abstraktem Denken neigte.“
So schrieb Voltaire 1755: „Die Rasse der Neger ist eine von der unsrigen völlig verschiedene Menschenart, wie die der Spaniels sich von der der Windhunde unterscheidet […] Man kann sagen, dass ihre Intelligenz nicht einfach anders geartet ist als die unsrige, sie ist ihr weit unterlegen.“ Ursprünglich metaphysisch und religiös begründet, erhielt der Rassismus durch die Aufklärung ein weiteres, ein säkulares Fundament.
Teilte 1666 der Leydener Professor Georgius Hornius die Menschheit in Japhetiten (Weiße), Semiten (Gelbe) und Hamiten (Schwarze), weil er gemäß der biblischen Überlieferung glaubte, die gesamte Menschheit stamme von den drei Söhnen Noachs, Japhet, Sem und Ham ab, so stellte keine 20 Jahre später, 1684, der französische Gelehrte François Bernier eine Rassensystematik vor, in der er die Menschen anhand äußerer Merkmale wie Hautfarbe, Statur und Gesichtsform in vier bis fünf ungleich entwickelte Rassen kategorisierte. Lastete auf den Schwarzen zuvor der Fluch des Ham und auf den Juden die kollektive „Schuld des Gottesmordes“, so wurden nun »wissenschaftliche« Gründe angeführt, die deren „rassische“ Andersartigkeit oder Minderwertigkeit beweisen sollten.
Naturforscher wie Carl von Linné, Georges-Louis Leclerc de Buffon, Johann Friedrich Blumenbach, Immanuel Kant und viele andere katalogisierten und klassifizierten Tier- und Pflanzenreich, aber auch die damals bekannte Menschheit und schufen so die Grundlagen der „Naturgeschichte des Menschen“, der Anthropologie. Doch war deren Arbeit von Anfang an durch überlieferte Mythen und Vorurteile belastet. Besonders die von der mittelalterlichen Theologie überlieferte und in die säkulare neuzeitliche Wissenschaft übernommene Scala Naturae, die »Stufenleiter der Wesen«, spielte dabei eine gewichtige Rolle. Diese Vorstellung ordnete allem Leben einen festen Platz in einer Hierarchie »niederer« und »höherer« Wesen zu. Sie trug einerseits zur Bildung von Theorien über Evolution und Höherentwicklung bei, führte jedoch andererseits, übertragen auf den Menschen, zur Unterscheidung älterer und jüngerer »Rassenschichten«, die mit »primitiv« und »fortschrittlich« gleichgesetzt wurden. So wurde die Gattung Homo 1758 von Carl von Linné in der 10. Auflage von Systema Naturae eingeführt. Schon zuvor hatte er vier räumlich getrennt lebende Varianten des anatomisch modernen Menschen anhand ihrer Hautfarbe unterschieden, nun aber erweiterte er die Charakterisierung dieser vier geografischen Varietäten des Menschen um die Merkmale Temperament und Körperhaltung: Die Europäer unterschieden sich ihm zufolge von den anderen menschlichen Varietäten durch die Merkmale weiß, sanguinisch, muskulös („albus, sanguineus, torosus“), die Amerikaner durch die Merkmale rot, cholerisch, aufrecht („rufus, cholericus, rectus“), die Asiaten durch die Merkmale gelb, melancholisch, steif („luridus, melancholicus, rigidus“) und die Afrikaner durch die Merkmale schwarz, phlegmatisch, schlaff („niger, phlegmaticus, laxus“). „Hätten sich die Anthropologen darauf beschränkt, die Menschengruppen nach ihren physischen Merkmalen zu gliedern und daraus keine weiteren Schlüsse zu ziehen, wäre ihre Arbeit so harmlos wie die des Botanikers oder Zoologen und lediglich deren Fortsetzung gewesen. Doch stellte sich schon gleich zu Beginn heraus, daß diejenigen, die die Klassifikationen vornahmen, sich das Recht anmaßten, über die Eigenschaften der Menschengruppen, die sie definierten, zu Gericht zu sitzen: indem sie von den physischen Merkmalen Extrapolationen auf geistige oder moralische vornahmen, stellten sie Hierarchien von Rassen auf.“ „Was immer Linné, Blumenbach und andere Ethnologen des 18. Jahrhunderts beabsichtigt hatten – sie waren jedenfalls die Wegbereiter für einen säkularen beziehungsweise „wissenschaftlichen“ Rassismus“ (Fredrickson, S. 59).
Durch die Wertung phänotypischer Merkmale anhand ästhetischer Kriterien sowie ihrer Verknüpfung mit geistigen, charakterlichen oder kulturellen Fähigkeiten bereiteten die im 18. Jahrhundert ausgearbeiteten Rassentypologien den Boden für den voll entfalteten biologischen Rassismus des 19. und 20. Jahrhunderts (vgl. Fredrickson, S. 61–63). Joseph Arthur Comte de Gobineau, den Poliakov als den „großen Herold biologisch gefärbten Rassismus“ bezeichnet, gilt mit seinem vierbändigen, zunächst in Frankreich erschienenen Versuch über die Ungleichheit der Menschenrassen (1853–1856) als Erfinder der arischen Herrenrasse und Begründer der modernen Rassenlehre bzw. als theoretischer Vordenker des modernen Rassismus. Den Niedergang seines Standes erklärte der französische Adlige als Folge der rassischen Degeneration. Zudem prophezeite er, dass die Vermischung des Blutes unterschiedlicher Rassen unweigerlich zum Aussterben der Menschheit führe.
Im 20. Jahrhundert haben sich in vielen Ländern ausgeprägte Formen des Rassismus herausgebildet, die zum Teil zu offiziellen Ideologien der jeweiligen Staaten wurden – Beispiele sind:
- Die Jim-Crow-Gesetze, die Zeit der Rassendiskriminierung in den USA, die zwischen 1890 und 1960 ihren Höhepunkt erreichte
- die Rassengesetze der Nationalsozialisten in Deutschland und in anderen europäischen Staaten zwischen 1933 und 1945
- das Apartheidsregime in Südafrika, das nach 1948 seine extremste Entwicklung nahm
- die Politik der australischen Regierung gegenüber den Aborigines

Seit der UNESCO-Deklaration gegen den „Rasse“-Begriff auf der UNESCO-Konferenz Gegen Rassismus, Gewalt und Diskriminierung im Jahre 1995 im österreichischen Stadtschlaining wird nicht nur jede biologische, sondern auch jede soziologische Ableitung rasseähnlicher Kategorien geächtet. Diese Ächtung wird wie folgt begründet:
- Kriterien, anhand derer Rassen definiert werden, seien beliebig wählbar.
- Die genetischen Unterschiede zwischen Menschen innerhalb einer „Rasse“ seien im Durchschnitt quantitativ größer als die genetischen Unterschiede zwischen verschiedenen „Rassen“.
- Es bestehe kein Zusammenhang zwischen ausgeprägten Körpermerkmalen wie der Hautfarbe und anderen Eigenschaften wie Charakter oder Intelligenz.

Der bedeutende italienische Populationsgenetiker Cavalli-Sforza, Professor an der Stanford University in Kalifornien, kommt in seinem monumentalen Werk „The History and Geography of Human Genes“ zum Ergebnis, dass es keine wissenschaftliche Basis für die Unterscheidung von Menschenrassen gibt. Die Einteilung der Menschheit in taxonomische Untergruppen sei im Kern willkürlich und nicht mittels statistischer Methoden reproduzierbar. Die geringen genetischen Unterschiede, die zwischen bestimmten Populationen überhaupt nachweisbar seien, sind aufgrund des geringen evolutionären Alters der modernen Menschheit sehr gering und zudem vermutlich durch Wanderungen und anschließende Vermischung bis fast zur Unkenntlichkeit verwischt. Die optisch auffälligen Unterschiede, etwa der Hautfarbe, korrelieren zudem überhaupt nicht mit diesen genetisch definierten Populations-Clustern. Keine Population besitzt eigene Gene, und selbst eigene Allele sind bedeutungslos, wesentliche Unterschiede bestehen nur in deren Frequenz. Je nach gewähltem genetischen Marker sind die genetischen Cluster zudem verschieden umgrenzt und nicht stabil.
Der 21. März ist der Internationale Tag gegen Rassismus. Im Jahr 2018 stand dort die Förderung von Toleranz, Inklusion und Respekt für Diversität im Vordergrund. UN-Sonderberichterstatterin für Rassismus und Fremdenfeindlichkeit ist seit 2022 Ashwini K. P.

## Begriff
Rassismus als soziales und psychisches Phänomen existiert unabhängig von Rassentheorien, als rassistisch zu beschreibende Gruppenkonflikte lassen sich bis in die frühe Menschheitsgeschichte nachweisen. Rassismus als systematisches Lehrgebäude dagegen entwickelte sich seit dem ausgehenden 18. Jh. in Europa und der angelsächsischen Welt.

### Begriffsgeschichte
Der Begriff „Rassismus“ tauchte erst auf, als am Rassenbegriff oder zumindest an einigen seiner Verwendungen Zweifel aufkamen. Er entstand im frühen 20. Jahrhundert in der Auseinandersetzung mit völkischen Theorien. In der Endung ‚-ismus‘ sollte sich die Auffassung von Historikern und anderen Autoren niederschlagen, „dass es sich dabei um fragwürdige Ansichten und Überzeugungen handele, nicht um unbestreitbare Naturtatsachen“ (Fredrickson, S. 159). Die Rassisten selbst hingegen verstanden sich positiv als Vertreter einer „Rassenkunde“ oder „Rassenlehre“ und lehnten infolgedessen «Rassismus» zur Umschreibung ihrer Ansichten ab (Geiss, S. 17 und 341). Meyers Lexikon definierte 1942 Rassismus folgendermaßen:

„Rassismus, urspr. Schlagwort des demokr.-jüd. Weltkampfes gegen die völkischen Erneuerungsbewegungen und deren Ideen u. Maßnahmen, ihre Völker durch Rassenpflege zu sichern und das rassisch wie völkisch und politisch-wirtschaftlich zerstörende Judentum sowie anderweitiges Eindringen fremden Blutes abzuwehren und auszuschlagen, als inhuman und ihre Träger als ‚Rassisten‘ zu verleumden.“

Pionierarbeit in vielerlei Hinsicht leistete Théophile Simar. Sein 1922 erschienenes Werk Étude critique sur la formation de la doctrine des races au XVIIIe siècle et son expansion au XIXe siècle gilt als das erste, in dem die Begriffe „Rassismus“ und „rassistisch“ Anwendung fanden. Darin setzte er sich äußerst kritisch mit der These der germanischen bzw. teutonischen Überlegenheit über die anderen europäischen – besonders die romanischen – Völker auseinander und kam dabei zu dem Schluss, dass derartige Konzepte wissenschaftlich nicht stichhaltig seien und ausschließlich politischen Zwecken dienen (Fredrickson, S. 161–162).
Im Jahre 1935 kritisierten Julian Huxley und Alfred C. Haddon in ihrem Buch We Europeans: A survey of Racial problems, dass es für die Idee verschiedener, voneinander abgegrenzter Menschenrassen keinerlei wissenschaftliche Beweise gebe. Klassifikationen anhand genetischer oder somatischer Merkmale und darauf basierende Bewertungen sowie jede Form von „Rassenbiologie“ lehnten sie als pseudowissenschaftlich ab. Sie forderten daher, das Wort Rasse aus dem wissenschaftlichen Vokabular zu streichen und durch die Bezeichnung „ethnische Gruppe“ zu ersetzen. Die Rassentheorien der Nationalsozialisten bezeichneten sie als „Glaubensbekenntnis eines leidenschaftlichen Rassismus“. „Der Rassismus ist ein Mythos und ein gefährlicher dazu. Er ist ein Deckmantel für selbstsüchtige ökonomische Ziele, die in ihrer unverhüllten Nacktheit hässlich genug aussehen würden.“ Die biologische Anordnung der europäischen Menschentypen sei ein subjektiver Vorgang und der Mythos des Rassismus ein Versuch, den Nationalismus zu rechtfertigen.
Jacques Barzun klassifizierte in seinem richtungsweisenden Werk Race: a Study in Superstition von 1937 den „Rassengedanken“ (racialism) als modernen Aberglauben und eine Form irregeleiteten Denkens. Rasse, so erklärte er, „war in Deutschland ein Mittel, um dem deutschen Volk nach der nationalen Erniedrigung von Versailles und danach ein Gefühl der Selbstachtung zurückzugeben.“ Er beschreibt ferner, wie auch schon früher und an anderen Orten Rassismus dazu benutzt wurde, um dem «Nationalen» Aufschwung zu verleihen (vgl. Fredrickson, S. 167). Bereits im ersten Kapitel wies er darauf hin, dass nicht nur die deutsche Einstellung gegenüber den Juden rassistisch sei, sondern ebenso die Annahme der «weißen Überlegenheit gegenüber den Schwarzen», die Furcht vor der asiatischen „Gelben Gefahr“ oder die Überzeugung, Amerika müsse die angelsächsische Rasse davor beschützen, durch südeuropäisches, jüdisches oder das „Blut der Neger“ verunreinigt zu werden. Seine umfassende Analyse der rassistischen Ideenwelt seiner Zeit beinhaltete u. a.:
- die rassische Umdeutung der Rivalität zwischen Deutschland und Frankreich zu einer Auseinandersetzung zwischen Ariern und Kelten;
- die Zurückführung des Siegeszuges des Sozialismus auf eine jüdische Verschwörung;
- die Behauptung, die germanischen Rassen seien im Aufstieg und die romanischen im Niedergang begriffen;
- sowie die Überzeugung, die Weißen müssen sich gegen «die farbigen Horden von Schwarzen, Roten und Gelben» verbünden, um die «europäische Kultur» bzw. die Zivilisation überhaupt vor dem Untergang zu bewahren (Fredrickson, S. 167).[8]

Größeren Bekanntheitsgrad erlangte der Begriff „Rassismus“ erst durch den Sexualwissenschaftler Magnus Hirschfeld, dessen zwischen 1933 und 1934 verfasste Analyse und Widerlegung der nationalsozialistischen Rassendoktrin posthum, in englischer Übersetzung, unter dem Titel Racism veröffentlicht wurde. In dem 1938 erschienenen Werk erklärte Hirschfeld den Aufstieg des deutschen Antisemitismus als Folge der Probleme, die aus der Niederlage im Ersten Weltkrieg erwuchsen. Rassismus diene als Sicherheitsventil gegen ein Katastrophengefühl und scheine für die Wiederherstellung der Selbstachtung zu sorgen, zumal er sich gegen einen leicht erreichbaren und wenig gefährlichen Feind im eigenen Land richte und nicht gegen einen achtenswerten Feind jenseits der nationalen Grenzen. Dem Konzept der „Rasse“ konnte auch er nichts abgewinnen, was von wissenschaftlichem Wert wäre; stattdessen empfahl er die Streichung des Ausdrucks, „soweit damit Unterteilungen der menschlichen Spezies gemeint sind“. Doch bot auch Hirschfeld keine formale Definition des «Rassismus» und machte auch nicht deutlich, worin seiner Ansicht nach der Unterschied zum Begriff der «Xenophobie» besteht, den er ebenfalls verwandte.
Die erste Rassismus-Definition stammt von der Amerikanerin Ruth Benedict. In ihrem 1940 erschienenen Buch Race – Science and Politics bezeichnet sie Rassismus als „das Dogma, dass eine ethnische Gruppe von Natur aus zu erblicher Minderwertigkeit und eine andere Gruppe zu erblicher Höherwertigkeit bestimmt ist. Das Dogma, dass die Hoffnung der Kulturwelt davon abhängt, manche Rassen zu vernichten und andere rein zu erhalten. Das Dogma, dass eine Rasse in der gesamten Menschheitsgeschichte Träger des Fortschritts war und als einzige auch künftig Fortschritt gewährleisten kann“.
Bereits diese frühe Definition verwendet „Rasse“ und „ethnische Gruppe“ synonym, der Terminus „Rasse“ wird dabei als soziologische Kategorie aufgefasst und kommt ohne biologischen Bezug aus. Benedict unterschied zunächst scharf zwischen religiösen und rassischen Differenzkonzepten und versuchte so, den Rassismusbegriff auf den biologischen Rassismus einzugrenzen. Im weiteren Verlauf ihrer Studien gab sie diese Trennung jedoch auf und leitete eine «funktionale Äquivalenz» zwischen religiösem Fanatismus und solchen Abneigungen her, die mit Merkmalen der physischen Erscheinung oder der Abstammung gerechtfertigt werden. Beide führen, so Benedict, zu Formen der Verfolgung, für die lediglich unterschiedliche Rechtfertigungen formuliert werden, die sich aber in ihrem Wesen nicht unterscheiden. „In den Augen der Geschichte jedenfalls bleibt der Rassismus lediglich ein anderes Beispiel für die Verfolgung von Minderheiten zum Vorteil derer, die an der Macht sind“ (Fredrickson, S. 168). Populär wurde Benedicts Definition durch Martin Luther King, der sie mehr als 25 Jahre später in seinem Buch Where do we go from here: Chaos or Community? verwandte.
In den 1950er Jahren erschien eine wissenschaftliche Schriftenreihe der UNESCO zur Rassentheorie. Daran war u. a. der französische Ethnologe Claude Lévi-Strauss beteiligt. Zu seinem Beitrag, der 1952 in französischer Sprache und erst 1972 unter dem Titel Rasse und Geschichte in deutscher Sprache im Suhrkamp-Verlag erschien, schrieb er: „Es mag überraschen, wenn in einer Schriftenreihe, die sich den Kampf gegen den Rassismus zum Ziel gesetzt hat, vom Beitrag der Menschenrassen zur Weltzivilisation gesprochen wird.“
1965 definierte die UNO im Internationalen Übereinkommen zur Beseitigung jeder Form von Rassendiskriminierung den Begriff der „Rassendiskriminierung“ als „jede auf der Rasse, der Hautfarbe, der Abstammung, dem nationalen Ursprung oder dem Volkstum beruhende Unterscheidung, Ausschließung, Beschränkung oder Bevorzugung, die zum Ziel oder zur Folge hat, dass dadurch ein gleichberechtigtes Anerkennen, Genießen oder Ausüben von Menschenrechten und Grundfreiheiten im politischen, wirtschaftlichen, sozialen, kulturellen oder jedem sonstigen Bereich des öffentlichen Lebens vereitelt oder beeinträchtigt wird.“
Die Europäische Kommission gegen Rassismus und Intoleranz definiert Rassismus als „die Überzeugung, dass ein Beweggrund wie Rasse, Hautfarbe, Sprache, Religion, Staatsangehörigkeit oder nationale oder ethnische Herkunft die Missachtung einer Person oder Personengruppe oder das Gefühl der Überlegenheit gegenüber einer Person oder Personengruppe rechtfertigt“.

### Gegenstand und Definition

#### Begriffliche Differenzierung
In der Wissenschaft existieren heute verschiedene Definitionen des Begriffs Rassismus. Tragweite, Gültigkeit und Erklärungsmacht der jeweiligen Definitionen variieren je nach Deutungsebene und Schwerpunkt. Der Begriff ist stark ideologisiert, so dass die Akzeptanz oder Ablehnung verschiedener Definitionen auch von politischen oder ethischen Präferenzen abhängen kann. Die jeweils extremsten Deutungen weiten den Begriff entweder sehr aus, bis hin zum sogenannten „Speziesismus“, oder schränken ihn stark ein, so dass er lediglich den „klassischen“, also auf Rassentheorien basierenden Rassismus umfasst. Definitionsgegenstände können historische Tatbestände sein, praktische Strukturen und Prozesse, aber auch Theorien, Ideologien, Denkmethoden und abstrakte Konzepte oder der «Rassismus an sich».
Der marxistische Rassismusforscher Étienne Balibar stellte fest, „dass es nicht «einen» invarianten Rassismus, sondern «mehrere» Rassismen gibt, die ein ganzes situationsabhängiges Spektrum bilden […] Eine bestimmte rassistische Konfiguration hat keine festen Grenzen, sie ist ein Moment einer Entwicklung, dass je nach seinen eigenen latenten Möglichkeiten, aber auch nach den historischen Umständen und den Kräfteverhältnissen in den Gesellschaftsformationen einen anderen Platz im Spektrum möglicher Rassismen einnehmen kann.“
Der Historiker Patrick Girard sah bereits 1976 die Notwendigkeit eines differenzierteren Rassismusbegriffes: „Zum Beispiel waren offensichtlich Juden, Indianer und Schwarze alle Opfer verschiedener Spielarten des Rassismus. Sie waren das aber auf Grund ganz unterschiedlicher Voraussetzungen in ganz verschiedenen Epochen und aus ganz verschiedenen Gründen. Daher ist es vorzuziehen, von «Rassismen» und nicht von «Rassismus» zu sprechen, wobei der Antisemitismus, wie wir sehen werden, eine Sonderstellung einnimmt“.
Auch Soziologen wie Stuart Hall unterscheiden aus praktischen und analytischen Erwägungen heraus zwischen dem «allgemeinen Rassismus» und seinen verschiedenen Ausformungen, den Rassismen:

„Es gibt keinen Rassismus als allgemeines Merkmal menschlicher Gesellschaften, nur historisch-spezifische Rassismen.“

„Empirisch hat es viele Rassismen gegeben, wobei jeder historisch spezifisch und in unterschiedlicher Weise mit den Gesellschaften verknüpft war, in denen er aufgetreten ist.“

„Ich habe bislang über den allgemeinen Begriff des Rassismus gesprochen, über Rassismus im allgemeinen. Aber wo immer wir Rassismus vorfinden, entdecken wir, daß er historisch spezifisch ist, je nach der bestimmten Epoche, nach der bestimmten Kultur, nach der bestimmten Gesellschaftsform, in der er vorkommt. Diese jeweiligen spezifischen Unterschiede muß man analysieren. Wenn wir über konkrete gesellschaftliche Realität sprechen, sollten wir also nicht von Rassismus, sondern von Rassismen sprechen.“

In gleicher Weise argumentiert der Historiker George M. Fredrickson:

„Diese Kontinuitäten [strukturelle Ähnlichkeiten von biologisch begründetem und «neuem kulturellem Rassismus»] weisen meiner Ansicht nach darauf hin, dass es eine allgemeine Geschichte des Rassismus und eine Geschichte partikulärer Rassismen gibt; doch um die verschiedenen Formen und Funktionen des allgemeinen Phänomens zu verstehen, mit denen wir uns befassen, ist es notwendig, den jeweils spezifischen Kontext zu kennen.“

Die Soziologen Loïc Wacquant und Albert Memmi empfehlen, „ein für alle mal auf die allzu dehnbare Reizvokabel Rassismus zu verzichten oder sie allenfalls zur Beschreibung empirisch analysierbarer Doktrinen und Überzeugungen von Rassen zu verwenden;“ bzw. den Terminus «Rassismus», wenn überhaupt, dann ausschließlich zur Bezeichnung des Rassismus im biologischen Wortsinne zu gebrauchen (Memmi, S. 121).
Memmi fasst den «Rassismus im weiteren Sinne» als einen «allgemeinen Mechanismus» auf, der jedoch in verschiedenen Spielarten auftritt, von denen der «Rassismus im engeren Sinne» nur eine ist. Weil ein Rassismus sich ohne ein Verständnis des anderen nur unzureichend begreifen lasse und der «Rassismus im weiteren Sinne» wesentlich stärker verbreitet sei, schien es ihm sinnvoll, „den biologischen Rassismus, historisch eine relativ junge Erscheinung, einer allgemeineren und viel älteren Verhaltensweise unterzuordnen“ (Memmi, S. 97). „Tatsächlich stützt sich die rassistische Anklage bald auf einen biologischen und bald auf einen kulturellen Unterschied. Einmal geht sie von der Biologie, dann wieder von der Kultur aus, um daran anschließend allgemeine Rückschlüsse auf die Gesamtheit der Persönlichkeit, des Lebens und der Gruppe des Beschuldigten zu ziehen. Manchmal ist das biologische Merkmal nur undeutlich ausgeprägt, oder es fehlt ganz. Kurz, wir stehen einem Mechanismus gegenüber, der unendlich mannigfaltiger, komplexer und unglücklicherweise auch stärker verbreitet ist, als der Begriff Rassismus im engen Wortsinne vermuten ließe. Es ist zu überlegen, ob man ihn nicht besser durch ein anderes Wort oder eine andere Wendung ersetzt, die sowohl die Vielfalt als auch die Verwandtschaft der einzelnen Formen des Rassismus zum Ausdruck bringt“ (Memmi, S. 165–166). „Der Begriff Rassismus passt genau für die biologische Bedeutung“ und solle daher künftig ausschließlich für den Rassismus im biologischen Sinne gebraucht werden. Zur Bezeichnung der allgemeinen Erscheinung schlug Memmi ursprünglich Ethnophobie vor, entschied sich jedoch 1982 für den Begriff Heterophobie, denn „damit ließen sich jene phobischen und aggressiven Konstellationen begrifflich fassen, die gegen andere gerichtet sind und mit unterschiedlichen – psychologischen, kulturellen, sozialen oder metaphysischen – Argumenten gerechtfertigt werden, und von denen der Rassismus im engeren Sinne lediglich eine Variante wäre“ (Memmi, S. 121–122).
„Mit «Rassismus» soll ausschließlich die Ablehnung des anderen unter Berufung auf rein biologische Unterschiede, mit «Heterophobie» soll die Ablehnung des anderen unter Berufung auf Unterschiede jedweder Art gemeint sein. Damit wird der Rassismus zu einem Sonderfall der Heterophobie“ (Memmi, Seite 124). Mit dem Begriff «Heterophobie» ließen sich nach Ansicht Memmis auch weitere terminologische Probleme lösen, weil er einerseits alle Spielarten einer „aggressiven Ablehnung des anderen“ erfasse und sich umgekehrt auch leicht in seine verschiedenen Formen ummünzen lasse. „Statt von Antisemitismus zu sprechen, einem offensichtlich ungenauen Terminus, könnte man den Begriff «Judenphobie» gebrauchen, der eindeutig die Angst vor dem Jüdischen und dessen Ablehnung bezeichnet; dasselbe gilt für die Begriffe ‚Negrophobie‘, ‚Arabophobie‘ usw.“ (Memmi, S. 123).

#### Rassismusdefinition nach Albert Memmi
Eine in der Rassismusforschung weithin rezipierte Definition stammt von dem französischen Soziologen Albert Memmi:

„Der Rassismus ist die verallgemeinerte und verabsolutierte Wertung tatsächlicher oder fiktiver Unterschiede zum Nutzen des Anklägers und zum Schaden seines Opfers, mit der seine Privilegien oder seine Aggressionen gerechtfertigt werden sollen“

Diese Definition ist nicht auf rassenbiologisch begründete Rassismen beschränkt, so stützt sich die „rassistische Anklage bald auf einen biologischen und bald auf einen kulturellen Unterschied. Einmal geht sie von der Biologie, dann wieder von der Kultur aus, um daran anschließend allgemeine Rückschlüsse auf die Gesamtheit der Persönlichkeit, des Lebens und der Gruppe des Beschuldigten zu ziehen.“ (Memmi, S. 165 f.).
Memmi betont, dass drei Hauptelemente zusammenkommen müssen, um Rassismus auszumachen: bestimmte (reale oder fiktive) Unterschiede, deren Bewertung und den Gebrauch dieser Bewertung zum Nutzen dessen, der die Unterschiede herausstellt und bewertet.

##### Differenz
Die Grundlage des Rassismus besteht in der nachdrücklichen (Über-)Betonung oder Konstruktion tatsächlicher oder fiktiver Unterschiede zwischen Rassist und Opfer. „Der Unterschied ist der Angelpunkt rassistischer Denk und Handlungsweise“ (Memmi, S. 48). Memmi weist ausdrücklich darauf hin, dass es sich dabei um einen «allgemeinen Mechanismus» handelt, er „[Der Rassismus] beschränkt sich weder auf die Biologie noch auf die Ökonomie, die Psychologie oder die Metaphysik; er ist eine vielseitig verwendbare Beschuldigung, die von allem Gebrauch macht, was sich anbietet, selbst von dem, was gar nicht greifbar ist, weil sie es je nach Bedarf erfindet“ (Memmi, S. 83). „Die Rassisten verabscheuen die Araber jetzt nicht mehr wegen ihrer sonnenverbrannten Haut oder ihrer levantinischen Gesichtszüge, sondern weil sie – «machen wir uns doch nichts vor» – einer lächerlichen Religion anhängen, ihre Frauen schlecht behandeln, grausam oder einfach rückständig sind“ (Memmi, S. 101). Die Benutzung des Unterschiedes sei zwar für die rassistische Argumentation unentbehrlich, „aber es ist nicht der Unterschied, der stets den Rassismus nach sich zieht, es ist vielmehr der Rassismus, der sich den Unterschied zunutze macht“. Dabei spiele es keine Rolle, ob der Unterschied real sei oder reine Fiktion, für sich allein wichtig oder unbedeutend. „Wenn es keinen Unterschied gibt, dann wird er vom Rassisten erfunden; gibt es ihn hingegen, dann wird er von ihm zu seinem Vorteil interpretiert“ (Memmi, S. 167).

##### Wertung
Das bloße Aufzeigen einer Verschiedenheit zwischen zwei Individuen oder Gruppen stellt, so Memmi, für sich allein genommen noch keinen Rassismus dar. „Der Rassismus liegt nicht in der Feststellung eines Unterschieds, sondern in dessen Verwendung gegen einen anderen“ (Memmi, S. 214). „Der Rassismus ist die Wertung […]“, er beginnt dort, wo der Unterschied eine Interpretation erfährt und ihm eine (zusätzliche) Bedeutung beigemessen wird, in der Art, dass sie (ab)wertend wirkt und Nachteile für den Bewerteten nach sich zieht. „Erst im Kontext des Rassismus nimmt diese Betonung des Unterschieds eine besondere Bedeutung an […]“ (Memmi, S. 166). Die Hervorhebung von tatsächlichen oder eingebildeten Unterschieden ist für Memmi lediglich ein „bequemes Werkzeug für etwas ganz anderes, nämlich die Infragestellung des Opfers“, woraus sich als Konsequenz ergibt, dass die Merkmale des anderen stets negative sind, sie bezeichnen etwas Schlechtes, während die Merkmale des Rassisten gut sind. „Der Rassist ist liebenswert, weil sein Opfer verabscheuungswürdig ist. Die Welt des Rassisten ist die des Guten, die Welt seines Opfers die des Bösen“ (Memmi, S. 98–99).

##### Verallgemeinerung
Verallgemeinerung wird von Memmi in zweifacher Hinsicht aufgefasst. Sie drückt sich zum einen als „Entindividualisierung“ oder „Entpersönlichung“, die gleichsam mit einer „Entmenschlichung“ einhergeht, zum anderen als „Verabsolutierung“ oder „Verewiglichung“ aus; er spricht in diesem Sinne von einer „doppelten Verallgemeinerung“. „Die Beschuldigung richtet sich fast immer zumindest implizit gegen fast alle Mitglieder der Gruppe, so daß jedes andere Mitglied derselben Beschuldigung ausgesetzt ist, und sie ist zeitlich unbegrenzt, so daß kein denkbares Ereignis in der Zukunft dem Prozeß jemals ein Ende machen kann“ (Memmi, S. 114). Das Individuum wird nicht mehr für sich betrachtet, sondern als Mitglied einer Gruppe, deren Eigenschaften es zwangsläufig, a priori besitzt, es wird entindividualisiert. „Zugleich verdient die gesamte Fremdgruppe, der das Stigma des Schädlichen und Aggressiven anhaftet, daß man sie angreift; umgekehrt verdient jeder Angehörige der Fremdgruppe a priori die Sanktion […]“ (Memmi, S. 116). Mit dem Verlust der Individualität geht der Verlust der persönlichen und menschlichen Rechte und Würde einher. Der Mensch wird nicht in differenzierender Weise beschrieben; „er hat nur das Recht darauf, in einem anonymen Kollektiv zu ertrinken“ (vgl. Memmi, S. 183–186). Jeder wirkliche oder erfundene Mangel des Einzelnen wird auf die ganze pseudoverwandtschaftliche Gruppe ausgedehnt, und gleichzeitig wird der Einzelne aufgrund eines kollektiven Makels verurteilt. „Individuelles und kollektives Merkmal stehen in einer Art dialektischem Verhältnis zueinander“ (vgl. Memmi, S. 170 f.).
Die andere Form der Verallgemeinerung ist die zeitliche Unbegrenztheit der Beschuldigungen. „Der Rassist möchte in dem Stempel, den er dem Gesicht seines Opfers aufdrückt, dessen endgültige Züge sehen. Nicht nur, daß das Opfer einer Gruppe angehört, deren Mitglieder alle diese Makel tragen, sie tun es außerdem für immer. Damit hat alles seine Ordnung für die Ewigkeit. Ein für allemal sind die Bösen böse und die Guten gut […]“. In: Memmi, S. 117 f.

##### Funktion
Für Memmi dient Rassismus primär der Herrschaftssicherung, Sinn und Zweck des Rassismus liegt in der Vorherrschaft (Memmi, S. 60). Sekundär kompensiert er psychische Defizite, „man festigt die eigene Position gegen den Anderen. Psychoanalytisch gesprochen ermöglicht der Rassismus eine individuelle und kollektive Stärkung des Ichs“ (Memmi, S. 160). „Um groß zu sein, genügt es dem Rassisten, auf die Schultern eines anderen zu steigen“. In: (Memmi, S. 202).

#### Rassismusdefinition nach Fredrickson
Während bei Memmi die Wertung ein zentrales Element darstellt, verzichtet George M. Fredrickson vollständig auf dieses Kriterium, wodurch seine Definition auch bestimmte ethnozentrische, vor allem aber ethnopluralistische Konzepte einschließt (vgl. Fredrickson, S. 18 f.). Fredricksons Theorie oder Konzeption des Rassismus aus dem Jahr 2002 basiert lediglich auf zwei Komponenten: „Differenz“ und „Macht“.

„Rassismus entspringt einer Denkweise, wodurch «sie» sich von «uns» dauerhaft unterscheiden, ohne dass es die Möglichkeit gäbe, die Unterschiede zu überbrücken. Dieses Gefühl der Differenz liefert ein Motiv beziehungsweise eine Rechtfertigung dafür, dass «wir» unseren Machtvorteil einsetzen, um den ethnorassisch Anderen auf eine Weise zu behandeln, die wir als grausam oder ungerecht ansehen würden, wenn Mitglieder unserer eigenen Gruppe davon betroffen wären.“

„Wollten wir eine knappe Formulierung wagen, so könnten wir sagen, dass Rassismus vorliegt, wenn eine ethnische Gruppe oder ein historisches Kollektiv auf der Grundlage von Differenzen, die sie für erblich und unveränderlich hält, eine andere Gruppe beherrscht, ausschließt oder zu eliminieren versucht.“

Nicht die „Differenz“, sondern bereits das „Gefühl der Differenz“ dient – nach Fredrickson – Rassisten als Motiv zur Machtausübung bzw. als Rechtfertigung, um „ethnorassisch Andere“ grausam oder ungerecht zu behandeln. Zur Konstruktion von „wir“ und „sie“ bedarf es keines realen Unterschiedes, es reicht bereits ein «gefühlter Unterschied». Weder konkretisiert er die Art der Machtausübung, diese kann von „einer inoffiziellen, aber durchgängig praktizierten sozialen Diskriminierung bis zum Völkermord“ reichen (Fredrickson, S. 16 f.), noch legt er fest, ob die Differenz biologischer, kultureller, religiöser oder sonstiger Natur ist. „Gewöhnlich greift die Wahrnehmung des Anderen als ‚Rasse‘ jedoch Differenzen auf, die in irgend einem Sinne „ethnisch“ sind. Nach der Definition des Politikwissenschaftlers Donald L. Horowitz gründet Ethnizität „auf einem Mythos gemeinsamer Abstammung, die zumeist mit vermeintlich angeborenen Merkmalen einhergeht. Eine gewisse Vorstellung von Merkmalszuschreibung und einer daraus resultierenden Affinität sind vom Konzept der Ethnizität untrennbar.“ Die Kennzeichen und Identifizierungsmerkmale, an die man dabei gewöhnlich denkt, sind Sprache, Religion, Bräuche sowie (angeborene oder erworbene) physische Eigenschaften. Eines oder mehrere davon (manchmal alle), können als Quellen ethnischer Verschiedenheit dienen; jedes von ihnen kann Verachtung, Diskriminierung oder Gewalt seitens der anderen Gruppe hervorrufen, die das Merkmal oder die Merkmale, die zum Kriterium des ethnisch Anderen geworden sind nicht teilt. Man kann, wie ich es in einem früheren Essay einmal getan habe, das Wesen des Rassismus als hierarchisch geordnete Ethnizität beschreiben; mit anderen Worten, Differenz wird unter Einsatz von Macht zu etwas, das Haß erregt und Nachteile mit sich bringt“ (Fredrickson, S. 142).
Während Memmi den Fokus auf die Hierarchisierung, also die Wertung, der Differenzen legt, betont Fredrickson besonders deren Verabsolutierung; die «Differenz», die „ethnorassische“ Andersartigkeit muss dauerhaft sein und ohne die Möglichkeit, die Unterschiede zu überbrücken. Die Gruppenkonstruktion wird dadurch biologisiert oder auch essentialisiert, dass die ethnischen, kulturellen oder sonstigen Differenzen zu unüberbrückbaren, quasibiologischen Unterschieden erklärt werden; die Gruppenkonstruktion wird zum Rassenäquivalent. „Zwar mögen Shoah und Entkolonialisierung auf Dauer Regimes in Mißkredit gebracht haben, die ich als ‚offen rassistisch‘ bezeichnet habe; doch sollte diese gute Nachricht nicht zu der Überzeugung aufgebauscht werden, der Rassismus als solcher sei tot oder liege im Sterben […] Was als «neuer Rassismus» in den USA, Großbritannien und Frankreich bezeichnet wurde, ist eine Denkweise, die kulturelle Differenzen anstelle von genetischer Ausstattung verdinglicht und zu Wesensunterschieden erstarren lässt, die also mit anderen Worten Kultur zum funktionalen Äquivalent von Rasse macht“ (Fredrickson, S. 144). „Von der Existenz einer rassistischen Einstellung kann man sprechen, wenn Differenzen, die sonst als ethnokulturelle betrachtet werden, für angeboren, unauslöschlich und unveränderbar erklärt werden“ (Fredrickson, S. 13).
Rassismus, so Fredrickson, „leugnet die Möglichkeit, dass die Rassisten und ihre Opfer in derselben Gesellschaft zusammenleben können, es sei denn auf der Grundlage von Herrschaft und Unterordnung“. In Anlehnung an Pierre-André Taguieff spricht er von Rassismen der Inklusion und solchen der Exklusion. „Ebenfalls gilt als ausgeschlossen, dass die ethnorassische Differenz aufgehoben werden kann, wenn Menschen ihre Identität ändern“ (Fredrickson, S. 17). Dauerhaftigkeit und Unüberbrückbarkeit der Differenz sind für Fredrickson das entscheidende Merkmal, um Rassismen von anderen Formen der Intoleranz und Diskriminierung abzugrenzen. „Es könnte sinnvoll sein, einen anderen Begriff, etwa ‚Kulturalismus‘, zu verwenden, um die Unfähigkeit oder die mangelnde Bereitschaft zur Duldung kultureller Differenzen zu beschreiben; doch wenn eine echte Assimilation angeboten wird, würde ich auf die Verwendung des Rassismusbegriffs verzichten“ (Fredrickson, S. 14–15).
Jedoch gelte es zwischen verschiedenen Konzeptionen von Kultur zu unterscheiden. „Geht man davon aus, dass Kultur historisch konstruiert ist und etwas Fließendes, zeitlich und räumlich Variables darstellt, das sich an äußere Umstände anpassen kann, dann ist der Begriff Kultur dem der Rasse diametral entgegengesetzt. Aber Kultur kann in einem solchen Maße verdinglicht und essentialisiert werden, dass sie zum funktionalen Äquivalent des Rassenbegriffs wird“ (Fredrickson, S. 15). „Ein deterministischer kultureller Partikularismus kann das gleiche bewirken wie ein biologisch begründeter Rassismus […]“ (Fredrickson, S. 16) Die Grenzlinie zwischen „Kulturalismus“ und Rassismus ist, nach Fredrickson, rasch überschritten, „Kultur und sogar Religion können so sehr zu Wesensmerkmalen erstarren, dass sie als funktionales Äquivalent für biologischen Rassismus dienen können. Das gilt seit einiger Zeit in gewissem Umfang für die Wahrnehmung der Schwarzen in den USA und Großbritannien sowie für die der Muslime in einigen vorwiegend christlichen Nationen“ (Fredrickson, S. 148).

#### Individualität und Menschenrechte
Für Christoph Butterwegge ist Rassismus ein „Denken, das nach körperlichen bzw. nach kulturellen Merkmalen gebildeten Großgruppen unterschiedliche Fähigkeiten, Fertigkeiten, und/oder Charaktereigenschaften zuschreibt, wodurch selbst dann, wenn keine gesellschaftliche Rangordnung (Hierarchie) zwischen ihnen entsteht, die Ungleichverteilung sozialer Ressourcen und politischer Rechte erklärt, also die Existenz von Privilegien bzw. der Anspruch darauf legitimiert, die Gültigkeit universeller Menschenrechte hingegen negiert wird.“
Nach Manfred Kappeler benachteiligt Rassismus größere Gruppen von Menschen aufgrund ihrer biologisch oder kulturell begründeten Fremdheit und bestreitet ihren Anspruch auf Menschen- bzw. Bürgerrechte sowie Menschenwürde. Sein „zutiefst inhumaner Kern“ bestehe darin, dass er Menschen nicht als Persönlichkeiten mit eigenen Anlagen und Begabungen, sondern nur als Mitglieder ihrer »Rasse« oder ihres «Kulturkreises» ansehe und ihnen damit jede individuelle, über vermeintliche Kollektiveigenschaften hinausgehende Entwicklungsmöglichkeit abspreche.

#### Rassismusdefinition nach Philomena Essed
Für Philomena Essed ist Rassismus „eine Ideologie, eine Struktur und ein Prozeß, mittels derer bestimmte Gruppierungen auf der Grundlage tatsächlicher oder zugeschriebener biologischer oder kultureller Eigenschaften als wesensmäßig andersgeartete und minderwertige «Rassen» oder ethnische Gruppen angesehen werden. In der Folge dienen diese Unterschiede als Erklärung dafür, daß Mitglieder dieser Gruppierungen vom Zugang zu materiellen und nicht-materiellen Ressourcen ausgeschlossen werden. Rassismus schließt immer den Gruppenkonflikt hinsichtlich kultureller und materieller Ressourcen ein.“ „[…] Rassismus ist ein strukturelles Phänomen. Das bedeutet, daß ethnisch spezifizierte Ungleichheit in ökonomischen und politischen Institutionen, im Bereich von Bildung und Erziehung und in den Medien wurzelt und durch diese Strukturen reproduziert wird.“
Damit erweitert sie den Begriff «Rassismus» dahingehend, dass sie damit nicht nur eine Ideologie oder konkrete historische Erscheinungsformen verbindet, sondern auch reale Strukturen und Prozesse, wodurch ihre Definition auch Phänomene, beispielsweise Alltagsrassismus oder institutionellen Rassismus, enthält.

#### Rassismusdefinition nach Robert Miles
Der Soziologe und Rassismusforscher Robert Miles, der mit seinem 1989 im Original und 1991 in deutscher Übersetzung erschienenen Buch über den Rassismus einen wesentlichen Beitrag zur Begriffsgeschichte leistete, versteht unter Rassismus einen „Prozess der Konstruktion von Bedeutungen“, dessen Funktionsweise darin bestehe, „dass bestimmten phänotypischen und/oder genetischen Eigenschaften von Menschen Bedeutungen dergestalt zugeschrieben werden, dass daraus ein System von Kategorisierungen entsteht, wobei den unter die Kategorien subsumierten Menschen zusätzliche (negativ bewertete) Eigenschaften zugeordnet werden“. Diese Definition betont den ideologischen Aspekt des Rassismus. Gleichzeitig verknüpft sie ihn mit dem „Prozess der Rassenkonstruktion“ und beschränkt ihn so auf seine klassische Variante.

#### Rassismusdefinition nach Mark Terkessidis
Mark Terkessidis hat 1998 die Verengung der Rassismusdiskussion auf Vorurteile und Ideologie kritisiert. In Anlehnung an Immanuel Wallerstein versteht er Rassismus als eine Trennung zwischen „Uns“ und „Ihnen“, die in der Moderne durch Ausschluss durch Einbeziehung konstituiert wurde. Durch die Sklaverei, die Kolonisierung und später durch die Arbeitsmigration wurden jeweils Gruppen von Menschen in ein System einbezogen und durch spezifische Ausgrenzungspraxen ausgeschlossen. Das „rassistische Wissen“ entstand, um die Praxis der Diskriminierung und die so entstandenen Trennungen zu legitimieren und zu erklären.
Terkessidis definiert Rassismus in drei Punkten: 1. Ausgrenzungspraxis (in Anlehnung an Robert Miles verstanden als Benachteiligung bei Verteilung gesellschaftlicher Ressourcen, Dienstleistungen und Positionen); 2. Rassifizierung (Festlegung einer Gruppe als natürliche Gruppe und gleichzeitig Festlegung der „Natur“ dieser Gruppe) und 3. „Differenzierende Macht“ (eine Form von Gewaltverhältnis, etwa die Macht, bestimmte Personen zu beherrschen, sie Sondergesetzgebungen zu unterstellen oder abzuschieben etc.). 
Nur wenn diese Elemente zusammenkommen, könne sinnvoll von Rassismus gesprochen werden.
Terkessidis weist auch darauf hin, dass der Aspekt der „Abwertung“ nicht immer vorhanden sein muss, sondern die Trennung zwischen „Uns“ und „Ihnen“ entlang letztlich beliebiger Eigenschaften selbst schon rassistischen Charakter haben kann. Insofern begreift er Rassismus als einen Apparat, in dem sich diskriminatorische Praxis und Wissensbestände ständig stützen. 

### Kritik an der Verwendung des Begriffs
Fredrickson bemerkt, dass der Begriff „Rassismus“ häufig unpräzise und unreflektiert verwendet würde, „um die feindseligen oder negativen Gefühle eines ‚Volkes‘ oder einer ethnischen Gruppe gegenüber einer anderen und die aus dieser Einstellung resultierenden Handlungsweisen zu beschreiben“ (Fredrickson, S. 9). Auf einem Workshop „Neue Begriffe für die Einwanderungsgesellschaft“ einigten sich 2013 die Teilnehmer der Gruppe „Rassismus“ darauf, dass Fälle von Rassismus dann vorlägen, wenn Menschen aufgrund von Zuschreibungen diskriminiert oder verfolgt würden. Rassistisches Denken gehe von der unveränderlichen Zugehörigkeit des Menschen zu einer Gruppe aus, die als der „eigenen“ Gruppe des Zuschreibenden unterlegen bewertet werde.
Kurt Horstmann schlug vor, nicht jegliche Diskriminierung irgendwelcher Gruppen als Rassismus zu bezeichnen, und hält es für angebracht, etwa in der Flüchtlingsforschung auf den Ausdruck „Rassismus“ zu verzichten und stattdessen auf die Begriffe „Fremdenfeindlichkeit“, „Xenophobie“, „Ausländerfeindlichkeit“ und dergleichen auszuweichen.
Canan Topçu, die mit ihren Eltern als achtjähriges Kind nach Deutschland gekommen war und dort aufgewachsen ist, bezeichnet die hier geführte Rassismusdebatte als „Desintegrationsdebatte“ und kritisiert insbesondere den Essayband Eure Heimat ist unser Albtraum: „Richtung und Tonalität der Rassismuskritik wird bestimmt von einer jungen akademisch gebildeten Generation, die einerseits darauf pocht, nicht auf Herkunft reduziert, sondern als ‚von hier‘ wahrgenommen zu werden, andererseits aber selbst Identitätspolitik betreibt – nicht nur durch die Selbstbeschreibung als People of Color, sondern auch im Zelebrieren von Elementen aus der Herkunftskultur. Politisch problematisch ist die moralische Überlegenheit, die aus der Betroffenheit abgeleitet wird, ohne selbst auf Ressentiments zu verzichten oder Ausgrenzung zu betreiben.“

## Geschichtliche Erscheinungen

### Altertum

#### Antikes Griechenland und Rom
Die Frage, ob es im alten Griechenland und im alten Rom Rassismus gegeben habe, wird unterschiedlich beantwortet. Sie ist im Zusammenhang damit zu sehen, wie die antiken Griechen seit Homer und Herodot den Begriff „Barbaren“ verwendeten: Dieser bezog sich offenbar nur auf die Sprache.
David Theo Goldberg, der das „Konzept der Ausschließung“ als zentral für die Untersuchung und Unterscheidung rassistischer Diskriminierungen betrachtet, verneint Rassismus, weil die Griechen die „Barbaren“ gerade nicht kategorisch verabscheuten (siehe Homer, Herodot, Aischylos, Xenophon und andere).
Auch Yves Albert Dauge bestreitet, dass es in der römischen Welt Rassismus gegeben habe. Obschon in der Antike Überlegenheitsgefühle eines Stammes oder Volkes über andere Gruppen und ethnische, religiöse oder kulturelle Stereotype verbreitet waren, existiert für die Begriffe „Rasse“ oder „Rassismus“ kein exaktes Äquivalent in der griechischen oder lateinischen Sprache. Aus dem gleichen Grunde sieht auch Christopher Tuplin keine Veranlassung, von Rassismus in der griechischen Welt zu sprechen; die Diskussion des Rassismus müsse seiner Meinung nach eine Definition von Rasse einschließen.
Autoren wie Christian Delacampagne oder Benjamin Isaac sind anderer Auffassung und betonen, dass einerseits dem Rassenbegriff analoge ideologische Konstruktionen existiert hätten und andererseits Rassismus ohnehin im Kern kulturell argumentiere. Beide verweisen ausführlich auf Aristoteles’ Konstruktion des Barbaren und eine mit ihr betriebene Legitimation der Sklaverei. Barbaren sei ein minderes Menschsein zugeschrieben worden, weil sie nur bedingt über Vernunft verfügten.

##### Proto-Rassismus
Benjamin Isaac benutzt für die Antike, neben „frühem Rassismus“ oder „antikem Rassismus“, hauptsächlich den Begriff „Proto-Rassismus“, der in den 1970er Jahren vom Ägyptologen Jean Yoyotte geprägt wurde. Er will damit zweierlei zum Ausdruck bringen: Zwar habe es in der Antike eine Art von Rassismus gegeben, aber dieser habe sich vom klassischen Rassismus unterschieden, wie er sich im 18. und 19. Jahrhundert entwickelt hat. Doch ist der antike Rassismus insofern Proto-Rassismus, also Vorläufer des Rassismus, als er – nach Isaac – späteres rassistisches Denken beeinflusst hat. Für Isaac zeichnet sich Rassismus dadurch aus, dass hierbei Individuen oder ganze Gruppen von Menschen mit unveränderlichen körperlichen oder geistigen Eigenschaften in Verbindung gebracht werden. Einige Stereotype seien bereits in der Antike zur Legitimierung imperialistischer Aggressionen gegenüber „minderwertigen“ Völkern benutzt worden.
Die griechisch-römische Antike kenne zwar keine Theorie eines biologischen Determinismus, dennoch finde sich schon früh, spätestens ab dem 5. Jahrhundert v. Chr., die Vorstellung, dass Menschen je nach ihrer geografischen Herkunft entsprechende Eigenschaften besitzen. Nach dieser Theorie seien die Menschen im heißen Süden intelligenter, wenn auch ängstlicher und zaghafter als die Menschen im kalten Norden, die auf Grund der unwirtlichen Landschaft erfinderisch, impulsiv, wenn auch leichtsinnig seien. Athen und später dann Rom hätten sich als ideale Mitte zwischen Extremen gesehen, wobei das angenehme Klima Griechenlands und Italiens als Argument gedient habe. Proto-Rassismus gibt es nach Isaac zum einen also in diesen anthropogeografischen Vorstellungen – zum anderen hat vor allem Aristoteles (und nach ihm andere) die Ansicht vertreten, dass gewisse Menschen zum Sklavendasein geboren wurden. Es gibt gemäß dieser Ansicht Menschen höherer Ordnung und solche einer niedrigeren Ordnung. Auch diese Unterscheidung zeugt, nach Isaac, von Proto-Rassismus: The question to be considered is what are the explanations given in ancient literature for the presumed superiority or inferiority of specific groups. If these consist of theories regarding heredity or unalterable exterior influences, it is possible to speak of proto-racism.

##### Klimatheorie
Ansätze zu einem (Proto-)Rassismus zeigte sich nach Isaac in der Antike als sogenannte „Klimatheorie“. Sie spiegelt sich erstmals in der hippokratischen Schrift Über die Umwelt (lateinisch De aeribus aquis locis). Im Hinblick auf das mythische Volk der „Makrokephalen“, welches der Verfasser von De aeribus beschrieb, wird dies mit der Vorstellung der Vererbbarkeit der entsprechenden Merkmale vermengt. Die Ausführung der Theorie bleibt jedoch uneindeutig – sicher nicht zuletzt wegen des beschränkten Wissens damaliger Zeit hinsichtlich der Erbbiologie. Der Klimatheorie ist in De aeribus immer die Theorie der Inferiorität von Fremdvölkern aufgrund ihrer politischen Verfassung (Despotie) beigeordnet. Ob nun die Politik und Ordnung (Nomos) oder die Natur des Menschen (Physis) ausschlaggebend für das Bild des Fremden sein sollte, ist nicht genau zu beantworten.

##### Aussehen und Charakter
Vincent Rosivach schrieb, dass das (meist) rote und blonde Haar der Thraker und anderer Völker im Norden Griechenlands oft als Kennzeichen der minderwertigen Menschen galt. Thraker bildeten eine ethnisch geschlossene Gruppe von Sklaven im Athen archaischer Zeit. Sie sind unter Solon angekauft worden. Sie traten in Athen fast ausschließlich als Sklaven auf. Entsprechende Assoziationen seitens der griechischen Bevölkerung waren die Folge. In Komödien wurden Sklavenfiguren ausschließlich mit rotem Haar dargestellt. „Rot-“ bzw. „Blondschopf“ waren typische Sklavennamen.
Gegen die Annahme der Existenz eines Hautfarbenrassismus in der Antike wendete sich seit den 1980er Jahren Frank M. Snowden, Jr.
Platon setzt in seiner Politeia die drei Seelenteile in Beziehung zu den einzelnen Fremdvölkern zugewiesenen Charaktereigenschaften; ihm gelten Thraker und Skythen als kriegerisch, Phönizier und Ägypter als erwerbsstrebig. Sein Schüler Aristoteles nennt die gleichen Beispiele kriegerischer Völker. Thraker und Skythen, die beiden Fremdvölker im Norden, werden also von beiden als kriegerisch benannt; als zum Herrschen bzw. zur besten Herrschaft geeignet nennen beide ausschließlich das eigene Volk.
Eine einfachere Differenzierung als Platon nimmt Aristoteles vor, wenn er ein Europa-Asien-Gefälle unter den nichtgriechischen Völkern behauptet, die kleinasiatischen seien „sklavischer“. Nach Aristoteles seien diejenigen, die von Natur aus sklavisch seien, nicht eindeutig von der Natur durch körperliche Erscheinung und charakteristische Merkmale gekennzeichnet. Die servile Eigenart wird den Barbaren insbesondere deswegen von Aristoteles zugesprochen, da es ihnen an den politischen Strukturen mangele, die eine Gemeinschaft der Freien und Gleichen ermöglichen.

#### Indien, China und Japan
In Asien gibt es ebenfalls weit zurückreichende Formen von Diskriminierung, die klassenbezogene und kulturbezogene Grundlagen hatten und auch ohne Rassenbegriff funktionierten. Die chinesische Kultur entwickelte schon Jahrhunderte vor den Griechen kulturalistische Vorstellungen von Barbaren. Nachdem sie ursprünglich davon ausgingen, dass diese durch den Kontakt mit der chinesischen Kultur zivilisiert werden könnten, wurden sie schließlich mit Tieren verglichen, die kulturell grundsätzlich defizitär seien. Frank Dikötter hat darauf hingewiesen, dass es im Kaiserreich China eine lang währende eigene rassistische Tradition gab, ehe man dort mit dem europäischen Rassengedanken in Kontakt kam.
Das gilt auch für Indien, wo Kastenschema und Unberührbarkeit mit Hilfe von organischen Metaphern (Purusha) und Vermischungsverboten legitimiert wurden. Diese Biologisierung sozialer Unterschiede war durchaus nicht einzigartig. Sie wurde im Zuge des europäischen Imperialismus und mit Hilfe des auf sie gestützten arischen Mythos einer völkischen Interpretation unterzogen, die behauptete, das Kastenschema wäre das Produkt hellhäutiger arischer Einwanderer, die die dunkelhäutige Urbevölkerung unterworfen hätten. Gail Omvedt schreibt dazu: „Punjabi Brahmans and Punjabi Untouchables were ethnically the same, and Tamil Brahmans and Tamil Untouchables were not racially different.“ (etwa: „Die Brahmanen des Pundschab und die Unberührbaren des Pundschab waren ethnisch identisch, und die tamilischen Brahmanen unterschieden sich in der Rasse nicht von den tamilischen Unberührbaren.“)
Sozial begründete Kastendifferenzen gab es auch in Japan. Die rassistische Diskriminierung der Buraku, einer mit niederen und als unrein geltenden Tätigkeiten beschäftigten Kaste, reicht bis ins 14. Jahrhundert zurück. Neben diesem nach innen gerichteten Rassismus gab es auch die nach außen gerichtete rassistische Diskriminierung der Ainu. Sowohl auf die Buraku als auch auf die Ainu wurde später der von den Europäern entlehnte Rassenbegriff angewandt und so, wie Richard Siddle, Michael Weiner und andere gezeigt haben, deren auf Kastendenken und Kulturchauvinismus gestützte Diskriminierung übernommen.

### Mittelalter
Der Proto-Rassismus des europäischen Mittelalters ist widersprüchlich. Einmal ist es die Zeit eines umkämpften Bildes vom Afrikaner, zu dem Peter Martin Material zusammengetragen hat, das auch Wolfram von Eschenbachs schöne, schwarze Königin Belakane und den schwarzen, moslemischen Teufeln des Rolandsliedes zeigt. Später treten mit den judenfeindlichen Pogromen während des ersten Kreuzzuges und der großen Pest Ideologien und Praktiken der Ausgrenzung und Vernichtung zutage, die für Léon Poliakov und andere zur Geschichte des Antisemitismus und Rassismus gehören. Entgegenhalten lässt sich dem allerdings, dass die Ablehnung der Juden (siehe Antijudaismus) und Muslime sich vornehmlich religiös artikulierte.
Eine ausgeprägte Manifestation des Hautfarbenrassismus (Abwertung anderer wegen ihrer Hautfarbe) findet sich in der Zeit des Mittelalters in der arabischen Welt. Als Erklärung musste die Sonneneinstrahlung herhalten, die Kinder würden dadurch im Mutterleib zu lange gekocht, wie ein anonymer Autor im Irak im 10. Jahrhundert schrieb: „so dass das Kind zwischen Schwarz und dunkel gerät, zwischen übelriechend und stinkend, kraushaarig, mit unebenmäßigen Gliedern, mangelhaftem Verstand und verkommenen Leidenschaften, wie etwa die Zanj [d. h. Ostafrikaner], die Äthiopier und andere Schwarze, die ihnen ähneln“. Ebenfalls im 10. Jahrhundert bemerkt der 946 in Jerusalem geborene Geograph Al-Maqdisi: „Es gibt bei ihnen keine Ehen: das Kind kennt seinen Vater nicht; und sie essen Menschen [...] Was die Zanj angeht, so sind es Menschen von schwarzer Farbe, flachen Nasen [...] und geringem Verstand oder Intelligenz“.
Auch die berühmtesten Gelehrten der arabischen und persischen Welt vertraten die Auffassung von der Minderwertigkeit der Schwarzen, so beispielsweise der persische Arzt Ibn Sina (Avicenna), der jüdisch-andalusische Philosoph Mosche ben Maimon (Maimonides), Sa’id al-Andalusi aus Toledo, welcher die angenommene Minderwertigkeit der Schwarzen auf zu starke Sonneneinwirkung zurückführte, und Ibn Chaldūn, welcher die angenommene Minderwertigkeit der Schwarzafrikaner zur Legitimation des ausgeprägten Sklavenhandels und Sklavenraubs, den die Araber in Subsahara-Afrika unternahmen, heranzog: „Daher sind in der Regel die schwarzen Völker der Sklaverei unterwürfig, denn [sie] haben wenig Menschliches an sich und haben Eigenschaften, die ganz ähnlich denen von stummen Tieren sind, wie wir festgestellt haben [...]“ „[...] sie haben die Angewohnheiten von Tieren, nicht von Menschen und essen einander auf“. Die Konsequenzen waren beispielsweise, dass weiße Sklavinnen teurer waren als schwarze sowie dass die Aufstiegsmöglichkeiten für schwarze Sklaven geringer waren als für weiße, obgleich aus Sicht des islamischen Rechts die Grundlage für die Versklavung in beiden Fällen gleich war (nämlich der Unglaube).

### Neuzeit bis zum Zeitalter des Imperialismus

#### Reconquista und Conquista
Das Jahr 1492 gilt mit der europäischen Entdeckung Amerikas und dem Alhambra-Edikt als Symbol für eine Vermengung und Überlagerung unterschiedlicher praktischer und ideologischer Formen von Diskriminierung.
Norman Roth und andere haben gezeigt, wie der Antisemitismus durch die Idee von der „Reinheit des Blutes“ (spanisch limpieza de sangre) in der Politik gegenüber den Juden seine moderne Form anzunehmen begann. Mit der Frage nach der Blutsreinheit und der Herkunft wurde bis zu einem Sechzehntelanteil – also über vier Generationen – angeblich jüdischen Blutes geforscht. Es galt sogar als gefährlich, christliche Kinder von Ammen aus konvertierten Familien stillen zu lassen, weil sich deren Milch angeblich schädlich auswirken könne.
Erste Begegnungen der Seefahrer aus Spanien 1492 mit dem indigenen Volk der Arawak verliefen friedlich. In seinem Logbuch betrachtete sie Christoph Kolumbus aber bereits zu diesem Zeitpunkt als zukünftige Untertanen oder gar als Sklaven. Die Eroberung Amerikas hatte mit der massenweisen Versklavung und dem Genozid an den Indianern, der nach Jared Diamond jedoch vor allem durch eingeschleuste Seuchen erfolgte, und dem anschließenden „Ersatz“ durch Verschleppung afrikanischer Sklaven gleich zwei rassistische Dimensionen. In der Auseinandersetzung zwischen Bartolomé de Las Casas und Juan Ginés de Sepúlveda über die Frage, ob die indigene Bevölkerung des späteren Amerika Menschen seien und wie sie behandelt werden müssten, wurde auf den von Aristoteles geprägten Begriff des Barbaren zurückgegriffen. Andererseits begann sich aufgrund der Herausbildung einer vielfältig gemischten Gesellschaft ein an Hautfarben orientiertes Kastensystem zu entwickeln, das zahlreiche Schattierungen kannte. Imanuel Geiss hat eine der gängigen Unterteilungen dokumentiert:

„Aus Spanier und Indianerin entsteht Mestize. Aus Spanier und Mestizin entsteht Kastize. Aus Kastize und Spanierin entsteht Spanier. Aus Spanier und Negerin entsteht Mulatte. Aus Spanier und Mulattin entsteht Morisco. Aus Spanier und Morisca entsteht Albino. Aus Spanier und Albina entsteht Torna Atras. Aus Indianer und Negerin entsteht Lobo. Aus Indianer und Mestizin entsteht Coyote. Aus Lobo und Indianerin entsteht Chino. Aus Chino und Negerin entsteht Cambuxo. Aus Cambuxo und Indianerin entsteht Tente en el aire. Aus Tente en el aire und Mulattin entsteht Albarasado. Aus Albarasado und Indianerin entsteht Varsino. Aus Varsino und Cambuxa entsteht Campamulatte.“

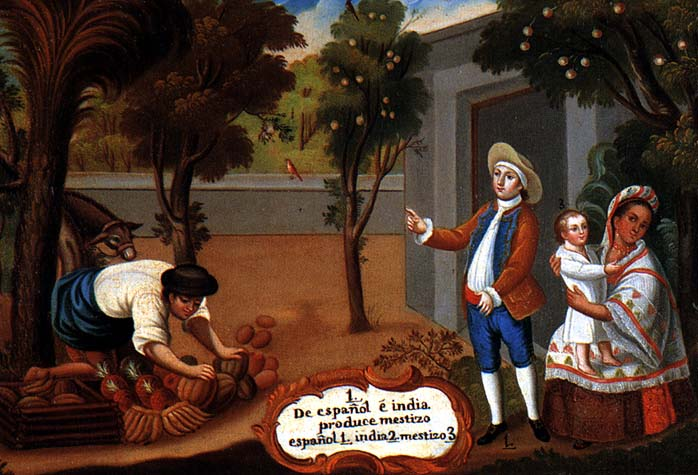
Mestize, Gemälde 1780, Colección de Malu y Alejandra Escandón, Ciudad de México
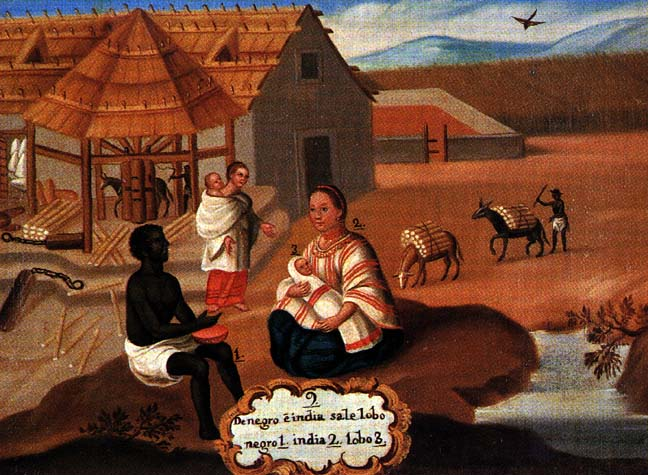
„Lobo“, Gemälde ca. 1780,
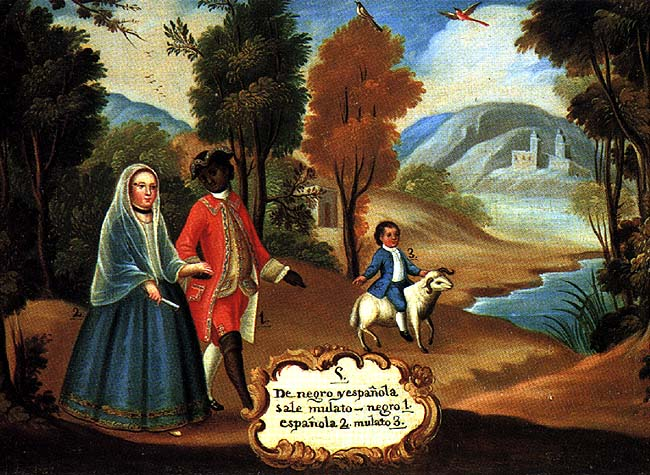
Mulatte, Gemälde ca. 1780, Collección de Malu y Alejandra Escandon, Ciudad de México

Colin Tatz, Direktor des Centre for Comparative Genocide Studies in Sydney, erläutert in diesem Zusammenhang, dass dieser sogenannte Rassismus ohne Rassen kein neues, sondern ein altes Konzept ist. Den europäischen Kolonialherren in Amerika stand der Rassenbegriff noch nicht zur Verfügung. Sie bedienten sich zur Legitimation ihres Vorgehens der überkommenen kulturalistischen Vorstellung von Barbaren als minderwertigen Menschen.

#### Amerika

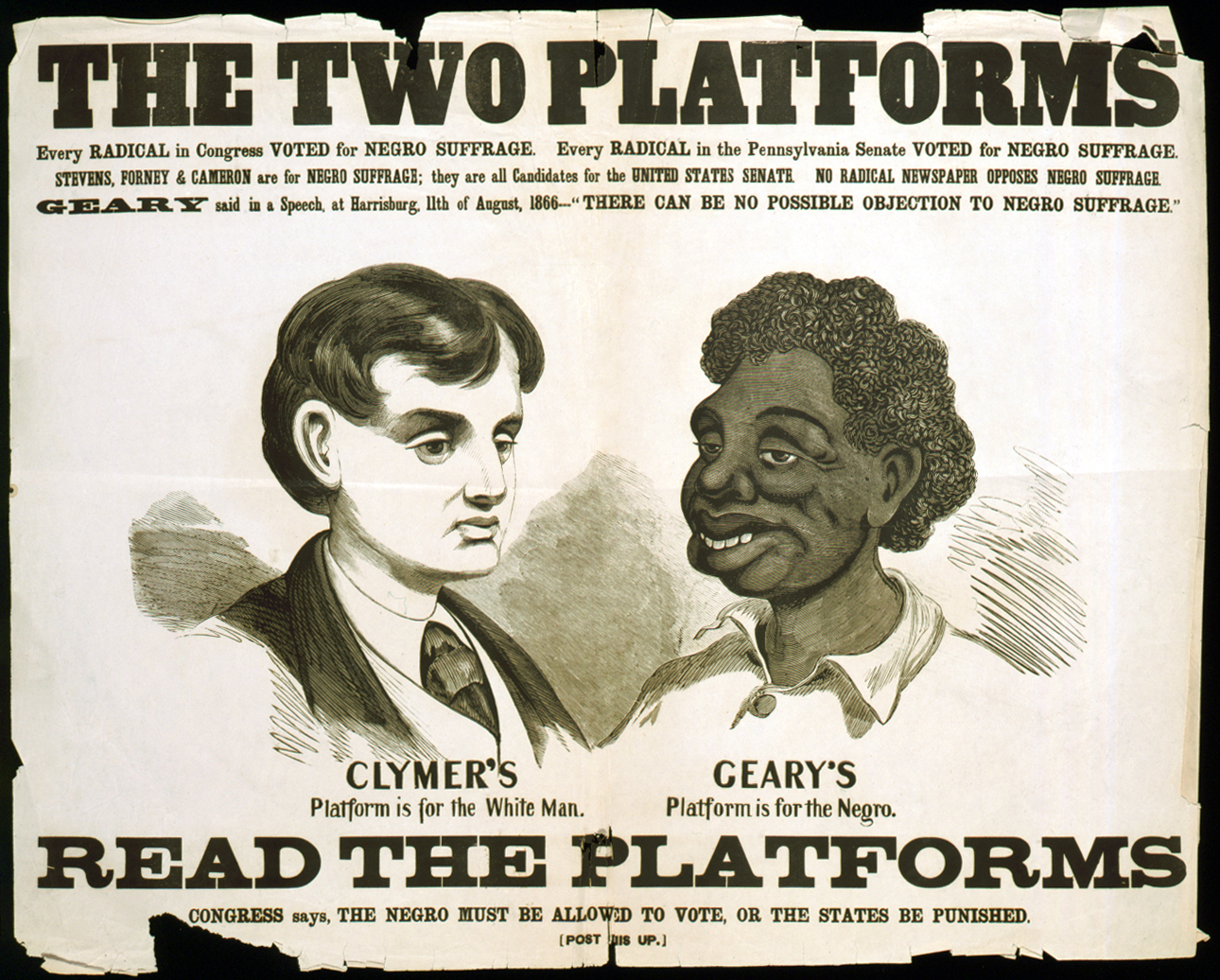
Hetzplakat bei der Gouverneurswahl Pennsylvania, 1866

Im Zuge der Besiedelung Amerikas kamen weitere rassistische Aspekte zum Ausdruck: als Eroberung mit ausgrenzenden Folgen für die Indianer, als transatlantische Sklaverei und als Machtkampf um die Teilhabe an einer postulierten weißen Vorherrschaft.

##### Sklaverei
Die europäische Kolonisierung Amerikas ab dem 16. Jahrhundert ging mit Massenversklavungen und dem atlantischen Sklavenhandel einher, durch die Afrikaner in alle Teile Amerikas verschleppt und als billige Arbeitskräfte eingesetzt wurden: in britischen, niederländischen, französischen und spanischen Kolonien (später USA, Brasilien und die europäischen Kolonien in der Karibik).
Sklaverei existierte auch bei den Indianern Nordamerikas, jedoch nicht in allgemeiner Verbreitung. Zunächst nutzten sie wie die Europäer zur Legitimation ihres Vorgehens überkommene Vorstellungen über die in Kriegen Unterlegenen, und die Gouverneure der Kolonien versuchten eine Aversion zwischen Indianern und Schwarzen zu schüren, um Kooperation oder Kollusion zu verhindern. Während z. B. die Seminolen entflohenen afroamerikanischen Sklaven Zuflucht gewährten (Schwarze Seminolen), führten etwa die Cherokee nach ihrer versuchten Anpassung an die Gesellschaft der europäischen Einwanderer (siehe Fünf Zivilisierte Stämme) ebenfalls die Sklaverei ein und betrieben sie in ähnlicher Härte wie die europäischen bzw. US-amerikanischen Sklavenbesitzer.
Die transatlantische Sklaverei war ein System, das neben seinem ökonomischen Kalkül den „sozialen Tod“ der Sklaven bezweckte. Laut Orlando Pattersons Analyse liegt der Kern rassistischer Diskriminierung in der Zerstörung der sozialen und kulturellen Identität derer, die ihr unterworfen sind bzw. werden. Schätzungen über die Anzahl der Betroffenen schwanken zwischen 11 Millionen und 15 Millionen. Die wichtigsten europäisch geprägten Betreiber dieser Politik waren im 18. Jahrhundert (laut Zahlen, die Albert Wirz wiedergab): „1. England mit einem Anteil von 41,3 %, 2. Portugal (29,3 %), 3. Frankreich (19,2 %), 4. Holland (5,7 %), 5. Brit. Nordamerika/USA (3,2 %), 6. Dänemark (1,2 %), 7. Schweden und Brandenburg (0,1 %).“

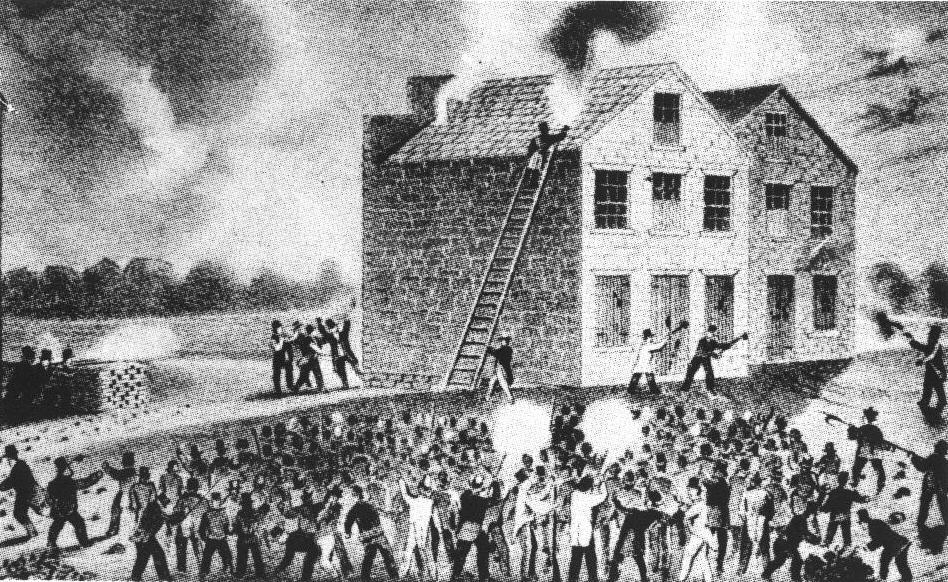
Ausschreitungen von Sklavereibefürwortern in Alton (Illinois) 1837, bei denen der Abolitionist Elijah Parish Lovejoy ermordet wurde

Ab dem 17. Jahrhundert entwickelte sich der Besitz von Sklaven neben dem Landbesitz zu einem zentralen Statusmerkmal. Die Sklavenfrage entzweite in den USA zunehmend die Süd- von den Nordstaaten. In den Nordstaaten setzte die Industrialisierung ein und die Anzahl der Sklaven nahm langsam ab, während die Besitzer der riesigen Reis- und Baumwollplantagen in den Südstaaten weiterhin Sklaverei in wachsendem Ausmaß betrieben.
In der viel beachteten Präambel zur Unabhängigkeitserklärung hatte Thomas Jefferson das Leben, die Freiheit und das Streben nach Glück zum unveräußerlichen Menschenrecht erklärt. Die Sklaverei geriet (obwohl sie dort nicht direkt angesprochen wurde) unter Rechtfertigungsdruck.
Anfangs wurde die Sklaverei überwiegend mit religiösen und philosophischen Erwägungen verteidigt; später verwendeten Befürworter überwiegend „wissenschaftliche“ Rechtfertigungen. Zum Beispiel wurden unterstellte biologische Unterschiede wie etwa eine andere Blutfarbe oder die angeblich kleineren Gehirne von Schwarzen als Beweis(e) für die Unterlegenheit der schwarzen „Rasse“ gewertet. Auch statistische und psychologische Argumente wurden verwendet, wie z. B. die Behauptung, dass Geisteskrankheiten unter Sklaven viel seltener sind als unter freien Schwarzen. „Drapetomanie“ (der Wunsch wegzulaufen) wurde als eine psychiatrische Diagnose erfunden. Solche Rassismen (wissenschaftlicher Rassismus), die angebliche Erkenntnisse aus den Natur- und Sozialwissenschaften heranziehen, um rassistische Praktiken zu begründen und zu rechtfertigen, nahmen nach der Abschaffung der Sklaverei noch deutlich zu.
Der Rassismus entwickelte sich unterschiedlich, die Bewegung zur Abschaffung der Sklaverei (siehe Abolitionismus) hatte in den Nordstaaten stärkeren Zulauf als in den Südstaaten. Auch nach der formalen Abschaffung der Sklaverei unter Abraham Lincoln existierten jedoch noch weiterhin Probleme des Rassismus, und noch bis ins 20. Jahrhundert wurde von einigen Historikern die These vertreten, dass die Sklaverei für Schwarze zu ihrer Zivilisierung nötig sei.

##### Weiße Vorherrschaft
Im 17. Jahrhundert war der Rassismus unter den weißen Bediensteten, die ähnliche Arbeiten verrichteten, in den Kolonien noch kaum ausgebreitet. Der Historiker Kenneth M. Stampp, Verfasser mehrerer Standardwerke zur Sklavereigeschichte, beurteilte die schwarzen und weißen Arbeiter allgemein als „bemerkenswert uninteressiert an den sichtbaren Unterschieden“. Dies sorgte für Unbehagen bei den Besitzern, und es wurde als Gegenmaßnahme z. B. in Virginia 1691 ein Gesetz zum Verbot von Ehen zwischen Weißen und Schwarzen oder Indianern erlassen. Teils halfen die weißen Arbeiter auch den schwarzen Sklaven bei Widerstandsaktionen. Ab dem 18. Jahrhundert nahmen mit dem Anwachsen der rasseneingeteilten Sklaverei und dem Einsetzen der weißen Arbeiter als deren bezahlte Aufseher der Rassismus zu und die Rebellionen von weißen Bediensteten ab.
Das System der White Supremacy nahm in Amerika unterschiedliche Formen an, die jeweils Weißsein als zentrale Norm der Teilhabe an politischen Rechten und sozialen Entfaltungsmöglichkeiten setzten. In Brasilien schlug sie sich unter anderem in der Politik des branqueamento nieder, mit der die „weißen“ Brasilianer die „brasilianische Rasse“ verbessern und durch Zumischung von mit Hilfe von europäischen Einwanderern importierten „weißen Blutes“ das „schwarze Element“ in der brasilianischen Bevölkerung bis zum Jahre 2012 zum Verschwinden bringen wollten. Brasilien gilt auch als extremes Beispiel für die „soziale Konstruktion“ von Rasse, wo eine direkte Zuweisung von Hautfarbe und sozialem Erfolg (bis heute) der Fall ist und sich bei einer Person der soziale Aufstieg auch in der Einordnung in eine „weißere“ Farbklasse widerspiegelt.
In den USA kam die White Supremacy nicht nur in der Politik der Rassentrennung zum Ausdruck, sondern äußerte sich auch als Verdacht ungenügender „Weißheit“ gegenüber verschiedenen europäischen Einwanderergruppen. Karen Brodkin hat für die Juden und Noel Ignatiev für die Iren beschrieben, wie diese in langwierigen und schmerzhaften Prozessen „weiß werden“ beziehungsweise Anteil an der lokalen Führungsschicht erlangen konnten. Die irischstämmigen Amerikaner hätten ihre „Weiße“ in einem rassistischen Qualifikationsprozess, das heißt durch teilweise gewalttätige wie gehässige Absetzbewegungen von anderen Minderheiten, überhaupt erst errungen.
Umgekehrt stellte der Anthropologe John Ogbu die umstrittene These vom „acting white“ (weiß agieren oder auch schauspielern) auf, nach der die schwarze Minderheit (ehemaliger Sklaven) in den USA einen als kastenartig beschriebenen internen Zusammenhalt aufweise und dadurch Schwarzen selber den Aufstieg verwehre.
Vertreter der Black Supremacy (englisch für „schwarze Vorherrschaft“, „Überlegenheit der Schwarzen“), Ideologien, die insbesondere in den 1920er Jahren und 1960er Jahren eine Überlegenheit schwarzer Menschen gegenüber nicht-schwarzen Menschen propagierten, sehen in ihr eine Antwort auf und einen Gegenbegriff zu White Supremacy.

### Imperialismus
Im Zeitalter des Imperialismus ließ Leopold von Belgien eine Schreckensherrschaft (Kongogräuel) im Kongo errichten. In Australien führte der Rassismus der Arbeiterbewegung zur exklusiven „weißen“ Staatsgründung unter dem Motto „White Australia“. In Ostasien fiel das europäische Vorbild auf fruchtbaren Boden und ließ Japan sich als Hoffnung der nichtweißen Rassen präsentieren. in den USA wurde die Ideologie des manifest destiny auf imperiale Politik übertragen und als Zivilisationsmission ausgegeben.
Mit dem stärkeren Nachwandern von britischen und europäischen Frauen und nach dem Sepoyaufstand wurden die Angloinder von Briten wie Indern stärker separiert und gemieden und spielen bis in die Gegenwart als Anglo-Indian eine besondere Rolle.

#### Yamato-Rasse in Japan
Die Modernisierung der Meiji-Zeit führte in Japan auch zur Entwicklung imperialistischer Ambitionen, die unter anderem im Ersten Japanisch-Chinesischen Krieg und im Russisch-Japanischen Krieg umgesetzt wurden. Unter der Parole „Asien den Asiaten!“ bediente man sich dabei einerseits einer ideologischen Umkehrung des europäisch-amerikanischen Stereotyps von der „Gelben Gefahr“ und warnte die asiatische Staatengemeinschaft vor der „weißen Gefahr“. Andererseits wurde die eigene aggressive und expansionistische Kolonialpolitik mit rassistischem Paternalismus legitimiert. Danach sollte sich die asiatische Bevölkerung aus den „fünf Rassen“ der Japaner, Chinesen, Koreaner, Mandschu und Mongolen zusammensetzen, von denen die japanische „Yamato-Rasse“ am weitesten entwickelt und am fortschrittlichsten und deswegen berufen wäre, die anderen zu erleuchten, kulturell und moralisch zu vervollkommnen und vor allem zu führen. Bis heute werden – so Jared Diamond – in Japan Untersuchungen, nach denen mit gewisser Wahrscheinlichkeit die Japaner selber hauptsächlich von koreanischen Einwanderern abstammen, nicht ohne Widerstände zur Kenntnis genommen.
Als der von Japan bei den Friedensverhandlungen von Versailles eingebrachte Vorschlag einer Erklärung zur Gleichberechtigung der Rassen trotz mehrheitlicher Zustimmung zurückgewiesen wurde, verstärkte dieses seine imperialistischen Anstrengungen im pazifischen Raum. Die sich zuspitzenden Widersprüche zwischen den japanischen und den Ambitionen Englands und der USA führten schließlich zu der als „Rassenkrieg“ geführten militärischen Auseinandersetzung, die John Dower, Gerald Horne und andere beschrieben haben.
Historisch gesehen gab es in Japan stets eine Diskriminierung der Buraku. Noch heute werden viele Menschen der Minderheit der Buraku in Japan diskriminiert. Obwohl sie sich weder in Religion, Sitten noch im Aussehen merklich von anderen Japanern unterscheiden, galten sie als eigene Rasse. Sie wurden teilweise sogar als Hinin (非人, „Nicht-Menschen“) bezeichnet. Sie mussten in bestimmten Ortschaften leben, ihre Kinder durften keine normalen Schulen besuchen und sie durften nur als unrein betrachtete Berufe wie den des Totengräbers ausüben. Im Jahre 1871 wurden die Buraku den anderen Japanern rechtlich gleichgestellt.
Noch heute haben die Buraku mit Diskriminierung zu kämpfen. Da auch der Familienname Auskunft über die Herkunft geben kann, ist es den Nachfahren der Burakumin seit einigen Jahren erlaubt, ihren Namen zu ändern.

#### Deutscher Sprachraum

##### Deutscher Bund (1815–1870)
Ansätze rassistischer Theoriebildung gab es in Deutschland bereits in der ersten Hälfte des 19. Jahrhunderts, die unter anderem von Ernst Moritz Arndt und Friedrich Ludwig Jahn rezipiert wurden.

##### Deutsches Kaiserreich (1871–1918)

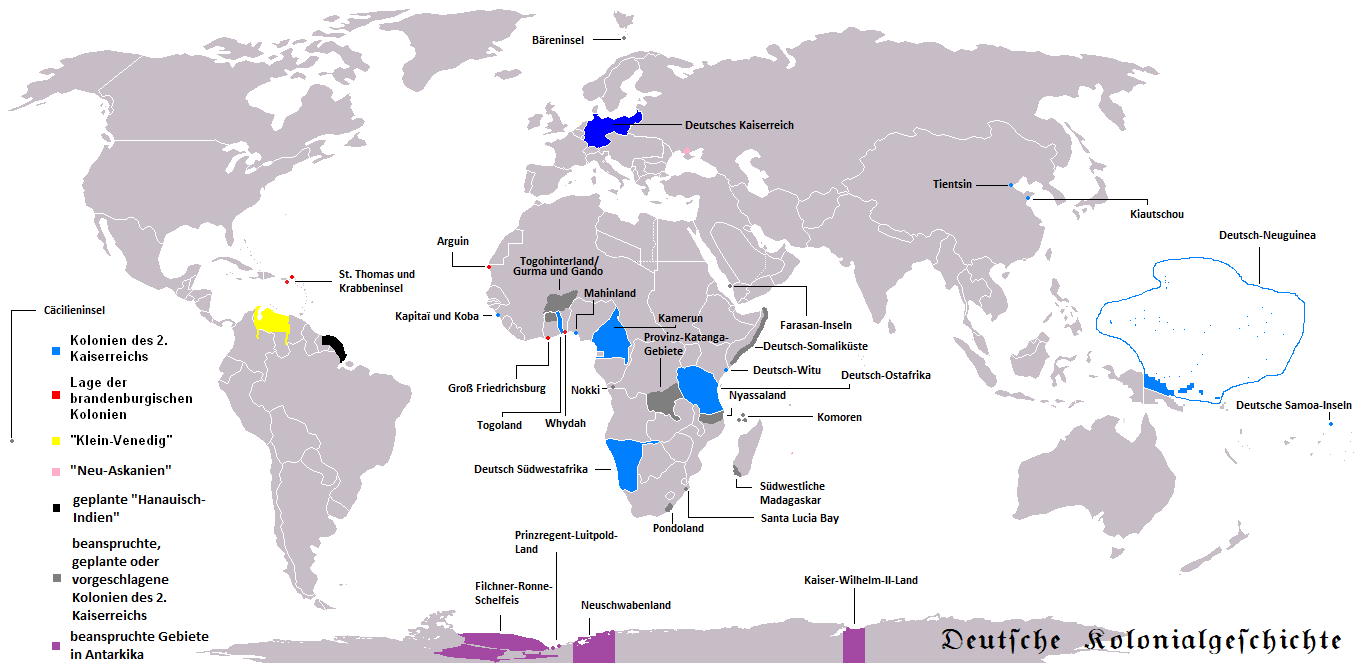
Lage ehemaliger deutscher Kolonien

Ab 1884 beteiligte sich Deutschland mit dem Erwerb der deutschen Kolonien und Schutzgebiete am Imperialismus und Kolonialismus. Auch in Deutschland berief man sich auf die angebliche Überlegenheit der Nordeuropäer.
Das wirtschaftlich und militärisch erstarkte Deutschland widmete sich zunehmend der Weltpolitik. Unter dem Einfluss der um die Jahrhundertwende aufkommenden Alldeutschen Bewegung und Völkischen Bewegung erstarkte der Antisemitismus und Antislawismus. Die Idee vom Lebensraum im Osten zulasten „minderwertiger“ Völker wurde geboren.
Seit den Teilungen Polens lebten im deutschen Kaiserreich auch zahlreiche Polen. Ab 1880 betrieb das Deutsche Reich im geteilten Polen eine verschärfte Germanisierungspolitik, durch die Schaffung der „Preußischen Ansiedlungskommission“ sollten laut Bismarck deutsche Neuansiedler einen „lebendigen Wall gegen die slawische Flut“ bilden. Im Laufe der Industrialisierung setzten die ostelbischen Großgrundbesitzer viele polnische Arbeiter ein, die als minderwertige Slawen angesehen und diskriminiert wurden. Die im Bergbau tätigen Ruhrpolen galten als „Lohndrücker und Einschlepper von Krankheiten“ und unterlagen kommunalen Polenüberwachungsstellen.
1899 wurde die „Reichszentrale zur Bekämpfung des Zigeunerunwesens“, kurz „Zigeunerzentrale“, in München zur polizeilichen Erfassung von Roma, Sinti und Anderen, die als „Zigeuner“ oder „Jenische“ als „nach Zigeunerart umherziehende Personen“ bezeichnet wurden, gegründet. Sie wurden systematisch diskriminiert, durch Sondergesetze kriminalisiert und unabhängig von Straftaten sukzessive erkennungsdienstlich erfasst.
1900 kam es in China zum Boxeraufstand gegen die Kolonialmächte. Diese schlugen den Aufstand unter deutscher Beteiligung in einer brutalen Art der Kriegsführung auch gegen die Zivilbevölkerung nieder. Die „Strafexpeditionen“, welche das deutsche Expeditionskorps ab September 1900 durchführte, waren in besonderer Weise von einem rassistischen Rachegedanken geleitet.
Kaiser Wilhelm II. hatte den deutschen Soldaten auf den Weg gegeben, sie mögen den Namen Deutschland in China in einer solchen Weise bekannt werden lassen, „dass niemals wieder ein Chinese es wagt, etwa einen Deutschen auch nur scheel anzusehen“. Diese sogenannte „Hunnenrede“ wird rückblickend als brutaler Ausdruck „eines sozialdarwinistisch aufgeladenen Gesinnungsmilitarismus“ rezipiert. Der Sinologe Klaus Mühlhahn entdeckte in Wilhelms Rede zahlreiche religiöse Ausdrücke, die ihn veranlassten, den Boxerkrieg vor allem als einen Glaubenskrieg zu deuten.

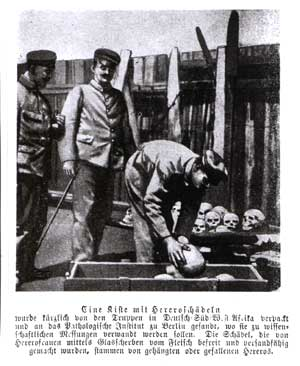
Beamte verpacken Schädel von Herero in Kisten für den Transport nach Berlin

Der Aufstand der Herero und Nama in Deutsch-Südwestafrika führte 1904 zum Völkermord an den Herero und Nama. Im Konzentrationslager Shark Island (Haifischinsel) wurden vereinzelt medizinische Menschenversuche an Häftlingen durchgeführt. Leichenpräparate von Gefangenen wurden auch zur Rassenforschung nach Deutschland gesandt. Die deutsche Literatur der Zeit schwelgte in rassistischen Phantasien und forderte kurzen Prozess mit der „schwarzen Masse“.
Ab 1905 erfolgte in den Kolonien ein Verbot der „standesamtlichen Eheschließung zwischen Weißen und Eingeborenen“ und außereheliche Sexualbeziehungen wurden von der Gesellschaft geächtet, um die „Verkafferung“ zu unterbinden. 1912 kam es zur Mischehendebatte im deutschen Reichstag. Die Verbote bestanden bis zum Verlust der Kolonien im Ersten Weltkrieg weiter.
Während des Ersten Weltkriegs kämpften hunderttausende Afrikaner, Inder und Angehörige anderer Nationen im Dienste ihrer Kolonialmächte England (z. B. Gurkha) und Frankreich (z. B. Tirailleurs sénégalais) auf dem westeuropäischen Kriegsschauplatz. In der deutschen Presse wurden in den Kriegsjahren von 1914–1918 diese afrikanischen und asiatischen Soldaten als besonders bestialische und lüsterne Kämpfer dargestellt.
Wegen des wachsenden Antisemitismus im Offizierskorps verbunden mit dem Vorwurf des Drückebergertums an die Juden wurde 1916 die Judenzählung im Deutschen Heer angeordnet.

##### Weimarer Republik (1918–1933)

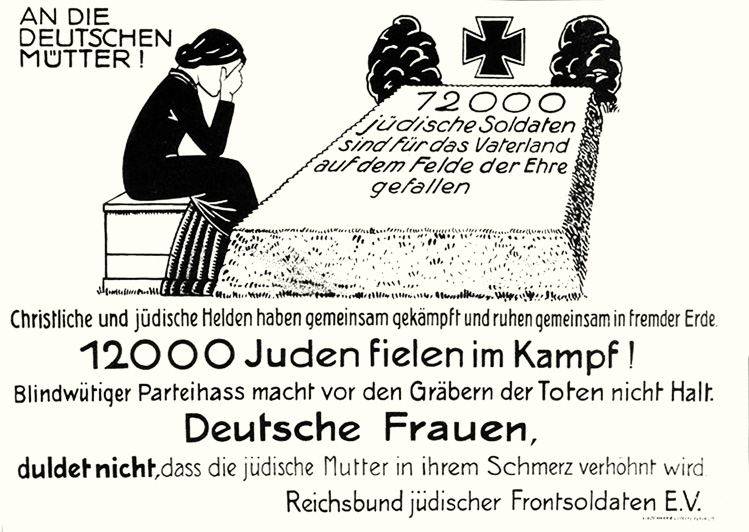
1920 vom Reichsbund jüdischer Frontsoldaten auf die Anschuldigungen fehlenden Patriotismus herausgegebener Handzettel.

In der Weimarer Republik – wie auch in Österreich – wurden die Juden im Rahmen der Dolchstoßlegende als hinterhältige Kriegsgewinnler dargestellt und es wurden jüdische Kriegsgräber geschändet. Als Gegenreaktion wurde der Reichsbund jüdischer Frontsoldaten gegründet. Rechtsradikale und völkische Gruppen riefen offen zum Mord an exponierten jüdischen Politikern wie z. B. dem Außenminister Walter Rathenau auf und es kam zu zahlreichen Gewalttaten.
1920 verkündete die Nationalsozialistische Deutsche Arbeiterpartei ihr 25-Punkte-Programm, das in den Punkten 4 bis 8 antisemitisch geprägt war. Die Deutsche Burschenschaft als Dachverband der deutschen und österreichischen Burschenschaften beschloss in Eisenach, den Rassestandpunkt einzuführen, so dass nur noch deutsche Studenten arischer Abstammung aufgenommen werden sollten.
Von 1923 bis 1945 gab Julius Streicher die antisemitische Wochenzeitung Der Stürmer heraus. Ziel und Inhalt war die Diffamierung der Juden in Hetzartikeln.
Die Agitation gegen die Besetzung des Rheinlandes war nicht nur in den Kampfblättern der extrem rechten Parteien bzw. politischen Gruppierungen von „rassistischer Begleitmusik“ durchzogen. Anlass boten hier besonders die teilweise aus Afrika stammenden französischen Besatzungstruppen. Die in dieser Zeitspanne geborenen Kinder einiger schwarzer Soldaten und deutscher Frauen wurden als Schwarze Schmach und zum Teil als „Gefahr für die deutsche Rassenreinheit“ instrumentalisiert. Die betroffenen Kinder wurden als sogenannte „Rheinlandbastarde“ später von den NS-Behörden erfasst und illegal zwangssterilisiert.
Die neuen Musikrichtungen wie Swing und Jazz wurden von vielen Menschen speziell aus der völkischen Bewegung als undeutsch und „Negermusik“ angesehen und es kam zu häufigen Störungen von Musikveranstaltungen wie der Oper Jonny spielt auf. 1930 veröffentlichte der thüringische Volksbildungs- und Innenminister, der Nationalsozialist Wilhelm Frick, einen Erlass wider die Negerkultur für deutsches Volkstum.

##### Nationalsozialismus (1933–1945)

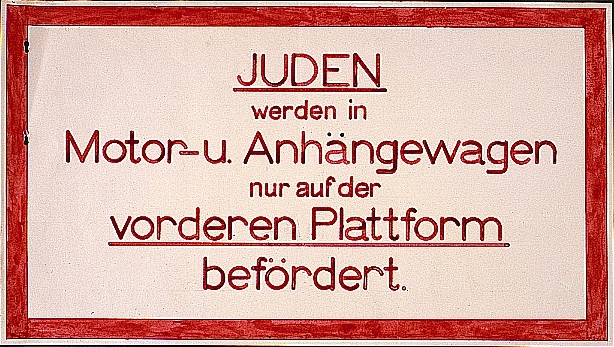
Antijüdisches Verbotsschild aus Karlsruhe, um 1940

Rassismus war ein Teil der Ideologie des Nationalsozialismus. Nach der sogenannten „Rassenkunde“ postulierte die NS-Forschung die Existenz von Menschenrassen, die sie jeweils als unterschiedlich wertvoll ansahen und nach diesen Ansichten in eine Hierarchie einordneten. Sie teilten die gesamte Menschheit in drei Gruppen ein:
- kulturstiftende Rassen (die nordisch-arische Rasse, die sogenannte Herrenrasse, der z. B. die meisten Deutschen und Niederländer zugeordnet wurden)
- kulturtragende Rassen (denen beispielsweise die meisten Asiaten und Afrikaner zugeordnet wurden)
- kulturzersetzende Rassen (denen z. B. Juden, Slawen, Zigeuner und Jenische bzw. „fahrendes Volk“ zugeordnet wurden)

Juden wurden dabei der semitischen Rasse zugerechnet. Die Umsetzung der Theorie fand sich in den entsprechenden Nürnberger Rassengesetzen von 1935. Sie umfassten
- das Gesetz zum Schutze des deutschen Blutes und der deutschen Ehre (RGBl. I S. 1146)[121] – das sogenannte Blutschutzgesetz – und
- das Reichsbürgergesetz (RGBl. I S. 1146).
- Neben diesen beiden „Rassengesetzen“ wird heute oft auch das Reichsflaggengesetz (RGBl. I S. 1145) unter dem Sammelbegriff „Nürnberger Gesetze“ gefasst, obwohl es zeitgenössisch nicht zu ihnen gezählt wurde.[122]

Als „hochwertig“ eingestufte Menschen konnten nur aus der ersten Gruppe der kulturstiftenden Rassen stammen. Sexueller Kontakt zwischen Menschen, die einer „hochwertigen Rasse“ und denen, die einer „minderwertigen Rasse“ zugeordnet wurden, wurde als „Rassenschande“ bezeichnet. Die Nationalsozialisten unterstellten bestimmten von ihnen definierten Gruppen, die wie Juden oder die von ihnen als „Zigeuner“ Bezeichneten der Gruppe 3 zugerechnet wurden, dass sie „die Herrenrasse zersetzen“ wollten. Daher müssten sie zum Schutz der sogenannten „Volksgemeinschaft“ vernichtet werden. Auch die Slawen galten als minderwertige Menschen (im Sprachgebrauch der Nationalsozialisten „Untermenschen“) und wurden zur Gruppe 3 gerechnet.

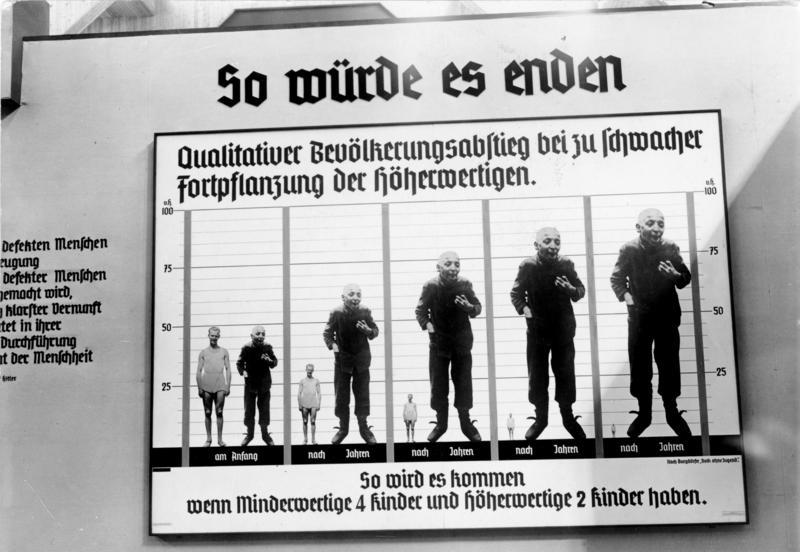
Ein „Informationsplakat“ aus der Ausstellung Wunder des Lebens 1935 in Berlin

Die theoretischen, pseudo-wissenschaftlichen und pseudo-juristischen Grundlagen lieferten neben Adolf Hitler selbst (Mein Kampf) primär die NS-Ideologen Alfred Rosenberg und Hans F. K. Günther, der Justizminister Otto Georg Thierack, der Präsident am Volksgerichtshof und Richter Roland Freisler und einige weitere, in zahlreichen Publikationen. Allerdings ist dabei zu bemerken, dass ihre Gedanken wohl zumeist auf älteren rassistischen Theorien aufbauten und der Rassismus bis 1933 in ganz Europa relativ stark verbreitet war. Alfred Rosenberg orientierte sich z. B. am Antisemitismus des Aufklärungsphilosophen Johann Gottlieb Fichte. Neu war am NS-Rassismus, dass die Wissenschaftsfreiheit unter politischen Vorbehalt gestellt wurde. Unter den zahlreichen Rassetheoretikern des 19. und frühen 20. Jahrhunderts hatten der Franzose Arthur de Gobineau (1816–1882) mit dem Versuch über die Ungleichheit der Menschenrassen und der britisch-deutsche Schriftsteller Houston Stewart Chamberlain (1855–1927) mit den Grundlagen des neunzehnten Jahrhunderts den stärksten Einfluss auf die nationalsozialistische Rassenideologie. Zu den Bewunderern Chamberlains gehörten Kaiser Wilhelm II., Rosenberg und Hitler, der Chamberlain 1923 in Bayreuth traf.
Die Opfer des NS-Rassismus wurden in der Zeit des Nationalsozialismus verfolgt, zwangssterilisiert, deportiert und ermordet. Die gesamte Gesundheitsvorsorge, Sozialpolitik sowie die Bevölkerungspolitik wurden unter „rassischen“ Gesichtspunkten gleichgeschaltet, die auch die Zulässigkeit von Eheschließungen bestimmten. Zu diesem Programm gehörten auch Ahnenpässe. Der aufgrund dieser Ahnenpässe zu führende Ariernachweis bzw. der „Große Ariernachweis“ war Bedingung für eine Karriere bei der SS. NS-Stellen verwendeten Eintragungen zu Geburten in alten Kirchenbüchern (mit ihnen ließen sich Stammbäume verifizieren); die Pfarrämter von Kirchengemeinden lieferten ihnen diese Informationen.
Eine direkte Folge des NS-Rassismus war der nationalsozialistische Völkermord an 5,6 bis 6,3 Millionen europäischen Juden während des Zweiten Weltkriegs, rund zwei Drittel aller damals lebenden europäischen Juden.

##### Westliche Besatzungszonen und Bundesrepublik Deutschland (seit 1945)
1946 wurde die „Zigeunerpolizei“ bzw. „Landfahrerstelle“ in München nach dem Vorbild der Reichszentrale zur Bekämpfung des Zigeunerunwesens eingerichtet und im bayerischen Landeskriminalamt angesiedelt. Diese Behörde wurde 1970 wegen Grundgesetzwidrigkeit aufgelöst.
Der Bundesgerichtshof lehnte es 1956 ab, einem „Zigeunermischling“ Entschädigung für seine Zwangsumsiedlung im Jahre 1940 zu zahlen. Die von den Nationalsozialisten betriebene Ausgrenzungs- und Umsiedlungspolitik der „Zigeuner“ sei nicht „rassisch“ motiviert gewesen, sondern eine damals „übliche polizeiliche Präventivmaßnahme“ zur „Bekämpfung der Zigeunerplage“. 2015 distanzierten sich Richter des BGH von der Urteilspraxis ihrer Vorgänger, von denen viele bereits vor 1945 als Richter aktiv gewesen waren.
1950 wurde die Konvention zum Schutze der Menschenrechte und Grundfreiheiten (Europäische Menschenrechtskonvention) des Europarates beschlossen. Die Vertragsstaaten vereinbarten ein Diskriminierungsverbot nach Rasse, Hautfarbe, Sprache und Religion (Artikel 14 und 12. Protokoll).
Die Bundesrepublik trat dem Internationalen Übereinkommen zur Beseitigung jeder Form von Rassendiskriminierung (ICERD) einem Menschenrechtsabkommen der Vereinten Nationen bei, das 1969 in Kraft trat. Es richtet sich gegen jede rassistische Diskriminierung aufgrund von Rasse, Hautfarbe, Abstammung, nationaler und ethnischer Herkunft.
In den 1990er Jahren kam es in der Bundesrepublik Deutschland, vermehrt in den Neuen Bundesländern, zu rassistisch motivierten Pogromen und Anschlägen. Die aufsehenerregendsten waren der Mordanschlag von Mölln, der Mordanschlag von Solingen 1993, die Ausschreitungen in Rostock-Lichtenhagen, die Ausschreitungen von Hoyerswerda, die Hetzjagd in Guben, der Mordanschlag auf den Angolaner Amadeu Antonio und die Magdeburger Himmelfahrtskrawalle. Viele dieser Ausschreitungen und Morde wurden von Jugendlichen oder jungen Erwachsenen verübt, die der sogenannten Neonaziszene zuzurechnen sind. Auch Sachbeschädigungen, die sich zum Beispiel gegen jüdische Friedhöfe richten oder als rassistische Graffiti sichtbar werden, waren keine Ausnahme. Der sog. „Asylkompromiss“ von 1992 schränkte das Grundrecht auf Asyl ein.
Vorfälle mit rassistischem Hintergrund waren zuvor in West-Deutschland nur vereinzelt öffentlich wahrgenommen worden, wie zum Beispiel die 1981 erfolgte Selbsttötung des elfjährigen Tadesse Söhl, über dessen Beweggründe es erst infolge literarischer und filmischer Verarbeitung in den 1990er Jahren zur öffentlichen Diskussion kam.
Laut einem Bericht der Bundeszentrale für Politische Bildung über rassistische Vorurteile, geschrieben von Werner Bergmann, gab es von 1990 bis 2003 mehr als 100 Todesopfer rechtsextremer Gewalt in der Bundesrepublik Deutschland. Im Bericht wird erwähnt, dass in der Vergangenheit der Europarat und die Vereinten Nationen mehrmals Kritik am Vorgehen der deutschen Polizei gegenüber Ausländern geübt hätten. Einem Bericht der Europäischen Kommission gegen Rassismus und Intoleranz (ECRI) von 2003 zufolge sind „Schwarze“ als eine „äußerlich erkennbare Minderheit“ in Deutschland besonders von Rassismus betroffen. Das Bundesamt für Verfassungsschutz zählt in seinem Bericht über das Jahr 2005 insgesamt 355 Straftaten mit fremdenfeindlichen und 49 Straftaten mit antisemitischen Motiven auf.
In den Jahren 2000 bis 2006 wurden vermutlich durch den rechtsterroristischen Nationalsozialistischen Untergrund (NSU) zahlreiche völkisch-rassistisch motivierte Morde und Bombenanschläge begangen. Zwölf parlamentarische Untersuchungsausschüsse und ein Gerichtsprozess haben seitdem versucht, die einhergehenden zahlreichen Ermittlungsfehler zu klären.

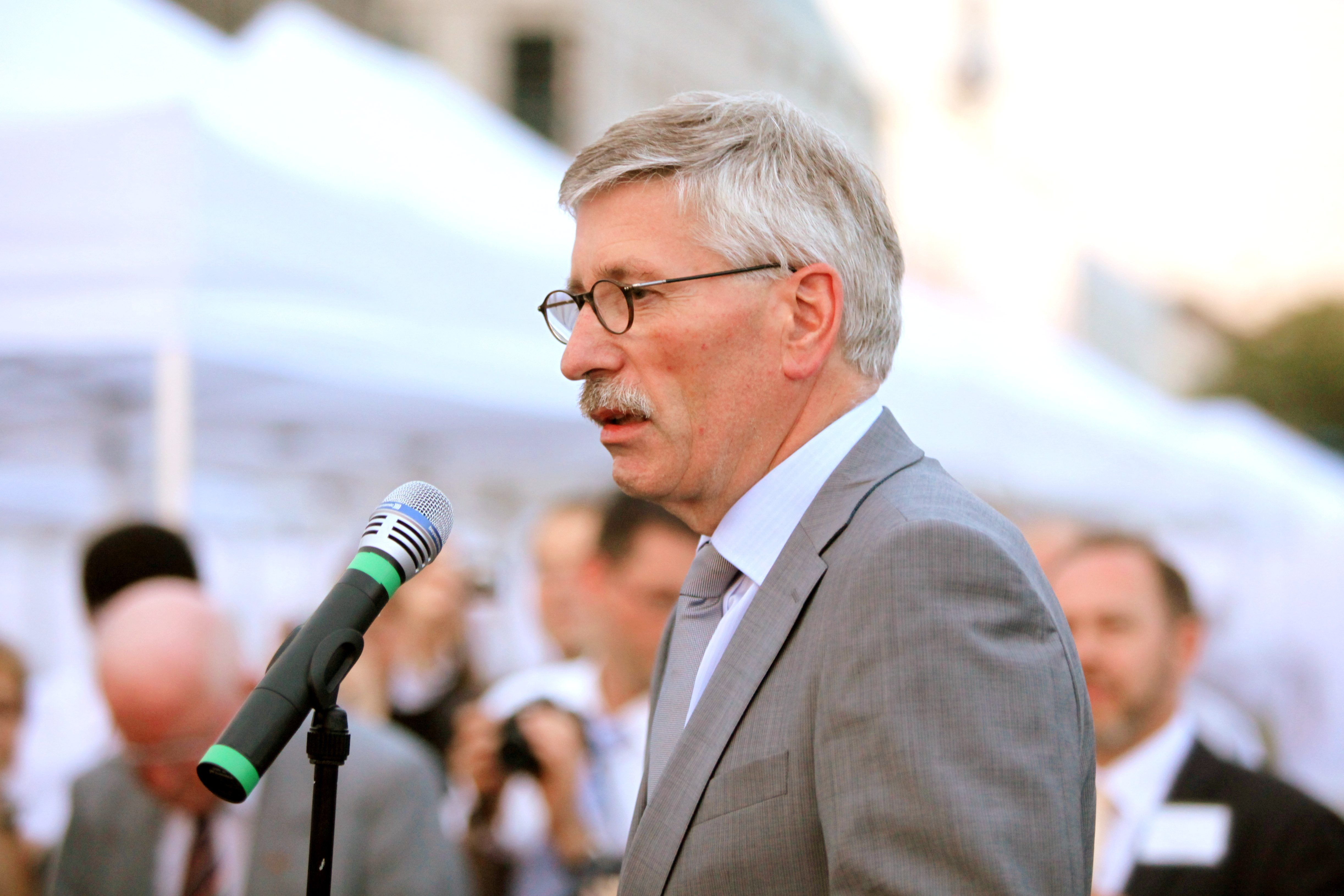
Thilo Sarrazin im Juli 2009

Anhand der von Thilo Sarrazin mit abwertenden Aussagen zu Türken und Arabern in den Jahren 2009 (Interview in Lettre International) und 2010 (Deutschland schafft sich ab) ausgelösten und teilweise rassistisch geführten Migrationsdebatte zeigten die ICERD-Rüge der Vereinten Nationen und der 5.ECRI-Prüfbericht des Europarates den mangelhaften Schutz vor Diskriminierung und Hassreden in Deutschland auf. Die Bundesregierung versprach eine Untersuchung.
Die Leiterin des Netzwerks „Schule ohne Rassismus – Schule mit Courage“ Sanem Kleff äußerte Mitte März 2018 in einem Interview, dass zwar entsprechende Zahlen im Zusammenhang mit der Ausübung körperlicher Gewalt zurückgingen, verbale Angriffe an deutschen Schulen jedoch massiv zunähmen.
Der Sozialwissenschaftler Johannes Zuber kam in seiner 2015 veröffentlichten Studie zu dem Schluss, dass der gegenwärtige Rassismus in Deutschland kein Randphänomen darstelle, wie dies Politik und gesellschaftliche Eliten überwiegend behaupteten, sondern wieder ein Bestandteil des Lebensalltags in der deutschen Gesellschaft sei. Die biologistisch-rassistische Ideologie bleibe der theoretische Mittelpunkt abwertender, ausgrenzender sowie diskriminierender Praktiken und Verhaltensweisen. Erschreckend dabei scheinen aus heutiger Perspektive die tiefen Wurzeln, die biologistisch-rassistische sowie partiell nationalsozialistische und eugenische Theoreme in der deutschen Gesellschaft aufweisen.

##### Österreich

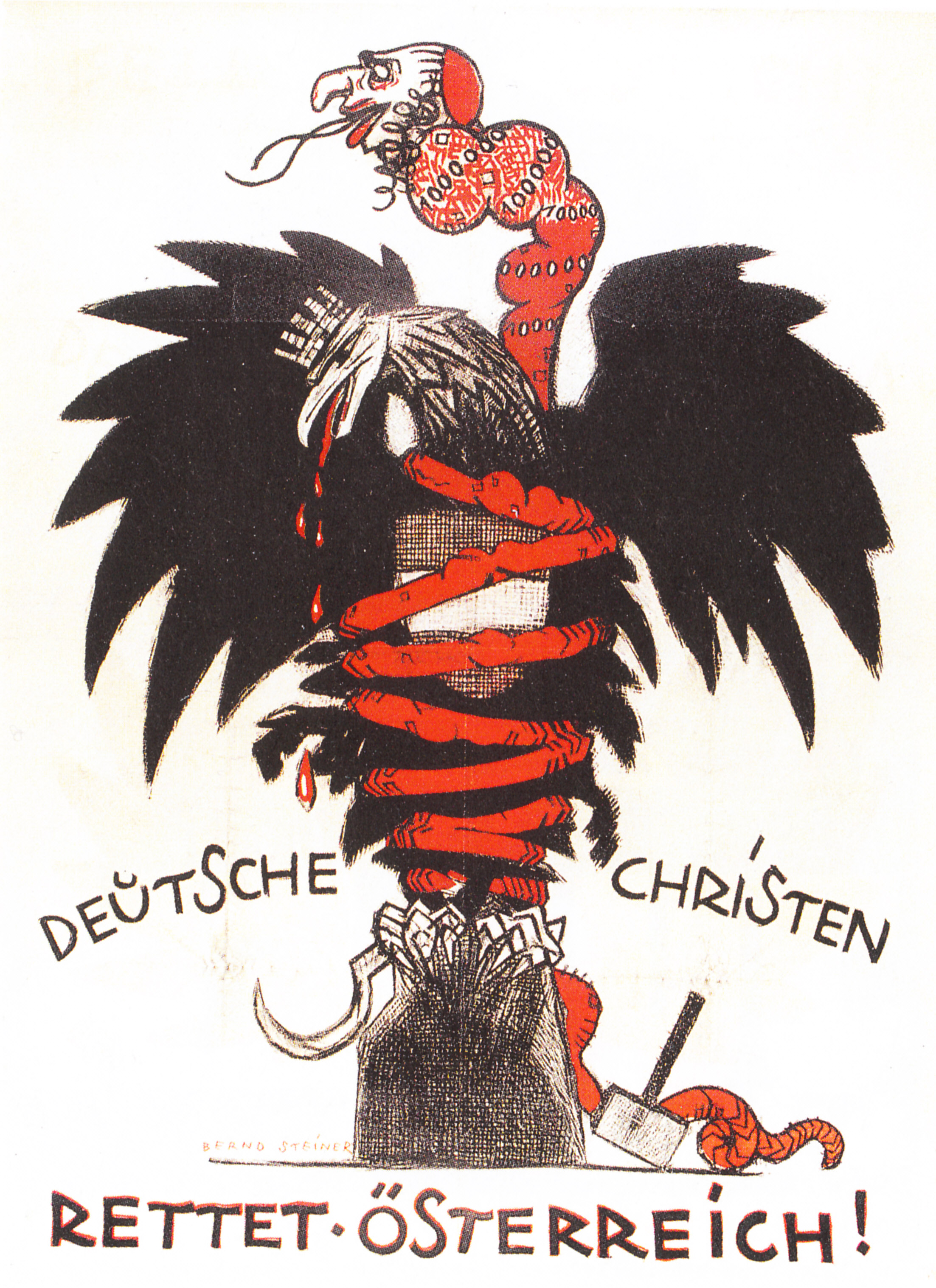
Antisemitisches Wahlplakat der Christlichsozialen Partei bei der Nationalratswahl 1920

Zwischen 1848 und 1868 wurden im Kaiserreich Österreich viele vorher geltende diskriminierende Regelungen gegenüber Juden in Österreich aufgehoben. Die im Reichsteil Cisleithanien agierende Christlichsoziale Partei (CS) und ihre Vorläufer waren offen antisemitisch und machten die Juden, die sie als Vertreter des Finanzkapitals erachtete, für die wirtschaftliche Misere in Österreich nach dem Börsenkrach 1873 verantwortlich. Die wichtigste Figur der Partei war Karl Lueger. Bis in die 1890er-Jahre trugen die Wahlvereinigungen um Lueger noch Bezeichnungen wie „Antisemiten und Christlichsoziale“ oder nur „Antisemiten“. Lueger war von 1897 bis 1910 Wiener Bürgermeister. Zu Beginn des 20. Jahrhunderts machten Juden immerhin rund 4,5 Prozent der Gesamtbevölkerung von Österreich-Ungarn aus.
Die Historikerin Brigitte Hamann urteilte über Luegers Antisemitismus:

„Politisch ist es bedeutungslos, ob und wie viele jüdische Freunde Lueger privat gehabt haben mag. Von Bedeutung allein ist die Wirkung seiner aufhetzenden Reden – und diese war verheerend. […] Auch wenn kein Jude ermordet wurde, verrohten die Menschen, die von ihrem verehrten Idol in alten Vorurteilen bestätigt wurden.“

Die CS trat auch in der Ersten Republik gegen die „Vorherrschaft des Judentums“ auf und war offen antisemitisch. Die Haltung der austrofaschistischen Regierung von 1933/34 bis 1938 zur jüdischen Gemeinde in Österreich war dagegen zwiespältig. Einerseits wurden keine antijüdischen Gesetze erlassen, und jüdische Bürger konnten problemlos der Vaterländischen Front beitreten und sich in ihr betätigen. Andererseits unternahm das Regime keinerlei ernsthafte Anstrengungen, um die Juden in Österreich vor Übergriffen der Bevölkerung zu schützen.

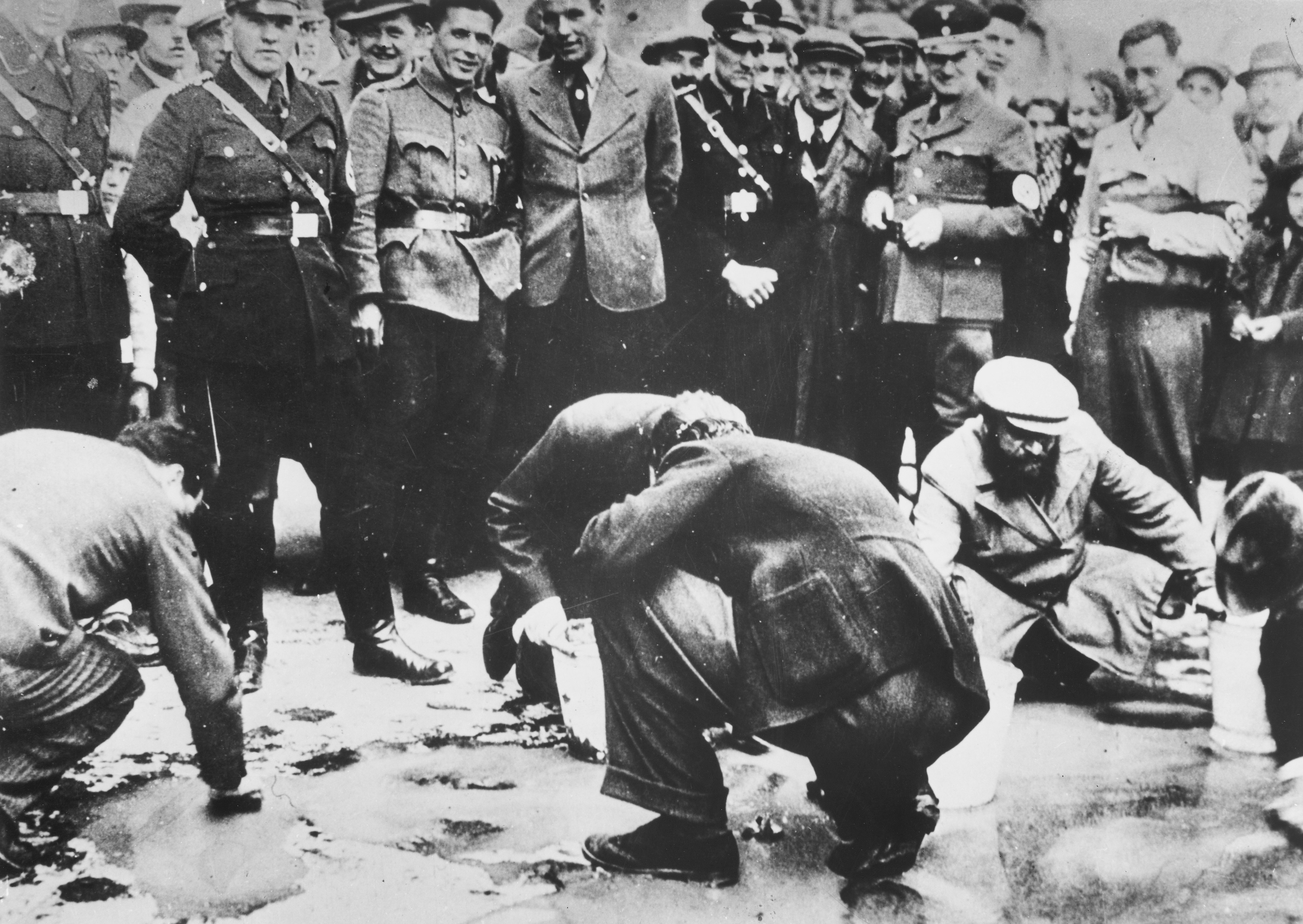
Juden müssen nach dem Anschluss in so genannten Reibpartien Gehsteige putzen, Wien, März 1938

Unmittelbar nach dem Anschluss Österreichs an den NS-Staat kam es in den Wochen nach dem 12. März 1938 zu pogromartigen Ausschreitungen gegen Juden und deren Eigentum. Mit Unterstützung der NSBO und nationalsozialistischer Mittelstandsorganisationen setzte ein regelrechter Arisierungswettlauf ein. Tausende von österreichischen Nationalsozialisten und deren Mitläufer nisteten sich im rechtsfreien Raum als kommissarische Verwalter in jüdischen Geschäften und Betrieben ein und konfiszierten gegen unleserliche Quittungen eigenmächtig Vermögen jüdischer Bürger.

#### Südkorea
Rassismus in Südkorea wurde, insbesondere in den südkoreanischen Medien, als ein weit verbreitetes gesellschaftliches Problem anerkannt. Zeitungen haben häufig über die Diskriminierung von Einwanderern berichtet und sie kritisiert, z. B. in Form von Unterschreitung des Mindestlohns, Einbehaltung von Löhnen, unsicheren Arbeitsbedingungen, körperlichem Missbrauch oder allgemeiner Verunglimpfung.

## Allgemeine gegenwärtige Erscheinungen
In den deutschsprachigen Ländern wird bisweilen angenommen, dass Rassismus zumeist in Form von Fremdenfeindlichkeit bzw. Xenophobie (von griechisch ξενοφοβία „Furcht vor dem Fremden“, von ξένος xénos „fremd“, „Fremder“ und φοβία phobía „Furcht“) auftritt. Allerdings sind Rassismus und Xenophobie nicht einfach gleichzusetzen. Der Sozialwissenschaftler Dieter Staas weist darauf hin, dass Fremdenfeindlichkeit rassistisch motiviert sein kann, es aber nicht muss: Wenn zwei soziale Gruppen miteinander um Ressourcen konkurrieren oder miteinander schlechte Erfahrungen gemacht haben, stehen sie sich oft feindlich gegenüber, ohne den anderen rassistisch abzuwerten. Eine klare Trennung der Begriffe sei aber nur analytisch möglich, in der Realität enthalte Fremdenfeindlichkeit häufig rassistische Elemente. Der Historiker Georg Kreis sieht ebenfalls keine scharfen Grenzen zwischen Rassismus und Fremdenfeindlichkeit: Aus der Opfersicht sei es wenig bedeutsam, welcher analytischen Kategorie eine Tat zugeschrieben werden. Beide Diskriminierungsformen gingen ineinander über.
Rassismus wird oft nicht als solcher, sondern als Fremdenfeindlichkeit wahrgenommen. Diese Annahme wird unterstützt durch Untersuchungen in der Schweiz, wo aufgrund einer Studie der Eidgenössischen Kommission gegen Rassismus anzunehmen ist, dass Rassismus im engeren Sinne in der Schweiz sehr viel weiter verbreitet ist als ursprünglich angenommen. So sind Schwarze trotz Assimilierung, Integration und Einbürgerung auch nach Jahrzehnten gesellschaftlich marginalisiert und werden, teilweise sogar unter eindeutiger Nennung der Hautfarbe als abwertender Faktor, bei Bewerbungen zurückgewiesen. Auch in Deutschland gilt Rassismus auf dem Arbeitsmarkt, in Berufsschulen, in Behörden, auf dem Wohnungsmarkt oder im öffentlichen Raum als weit verbreitetes Phänomen, das eine gesellschaftliche Teilhabe der Betroffenen deutlich erschwert.
Laut der österreichischen Kulturanthropologin Christa Markom wird der Begriff Xenophobie in der sozialwissenschaftlichen Forschung abgelehnt, da er mit dem Wortbestandteil -phobie Rassismus verharmlose oder legitimiere, ganz als ob Rassisten nur von Furcht geleitet und somit nicht Herr ihrer Handlungen wären.
In der Rassismusforschung wird vermehrt darauf hingewiesen, dass Rassismus kein individuelles Problem ist, sondern dass rassistisches Wissen von gesellschaftlichen Diskursen bestimmt werde. Nach Arndt ist Rassismus „an gesellschaftliche Gegebenheiten geknüpft, die sehr widerstandsfähig und resistent, vielleicht sogar irreparabel sind.“ Das bedeutet, dass Rassismus „(k)ein individuelles Problem“ ist und deshalb „auch nicht individuell bewältigbar“ ist. Dazu gehöre es auch, „sich bewusst zu machen, dass durch die Omnipräsenz des Rassismus in Vergangenheit und Gegenwart sozialpolitische Identitäten gewachsen sind – dass das Herzstück des Rassismus die Konstruktion und Hierarchisierung von Schwarzen und Weißen ist.“ Arndt beschreibt die gesellschaftlichen Aspekte dieser Konstruktionen: „In der vom Rassismus geprägten Sozialisation wurden diese Konstrukte vermittelt und globalen Macht- und Herrschaftsverhältnissen zugrunde gelegt. Eine Realität soziopolitischer Identitäten wurde geschaffen. Wir werden nicht als Schwarze oder Weiße geboren, sondern zu diesen gemacht. Dies macht es erforderlich, Schwarze und Weiße Erfahrungen und Perspektiven wahrzunehmen und zu repräsentieren. Wo dies ignoriert wird, kann Rassismus nicht überwunden werden.“
Seit den 1990er Jahren findet auch ein Perspektivwechsel in der Wissenschaft statt. So sind – wie in der Kritischen Weißseinsforschung – nicht vorrangig die Objekte des Rassismus der Gegenstand der Forschung, sondern die Strukturen, die Rassismus ermöglichen.
Die Rassismusforscher Aurelien Mondon und Aaron Winter sehen 2020 ein Wiederkehren rassistischer Erscheinungen in der westlichen Welt bis in den Mainstream hinein. Verantwortlich gemacht würden durch (links-)liberale Medien, Politiker und Akademiker jedoch bloß die Wähler rechter Parteien, die oftmals aus der Arbeiterklasse kommen und selbst marginalisiert sind. Dabei werde überdeckt, wie in der derzeit kapitalistisch-neoliberalen Version des vorherrschenden Liberalismus selbst struktureller Rassismus existiere und sie gleichzeitig ihr Versprechen von sozialer Gerechtigkeit nicht eingelöst habe. Medial sei über die extreme Rechte oft als „Stimme des Volkes“ berichtet worden, die antagonistisch der derzeit vermeintlich perfekten, toleranten und liberalen Gesellschaft gegenüberstehe. Tatsächlich sei die extreme Rechte aber bloß eine Fortsetzung und Steigerung des kapitalistisch-neoliberalen Systems. Echte Alternativen zum derzeit existierenden System – die etwa durch Bernie Sanders, Jeremy Corbyn und Jean-Luc Mélenchon aufgezeigt würden – seien vom liberalen Mainstream nicht als valide Alternative dargeboten und sogar stärker bekämpft worden als die extreme Rechte selbst.
Der Sonderberater der Vereinten Nation für die Verhinderung von Genoziden teilte Anfang 2013 mit, dass weltweit die Gefahr von religiös und ethnisch motivierter Gewalt möglicherweise höher sei als jemals zuvor, und nannte Spannungen in der Demokratischen Republik Kongo, dem Irak, Kirgisistan, Mali, Myanmar, Pakistan, Sudan und in Syrien als Beispiele.

## Ursachen rassistischen Denkens
Über die Ursachen rassistischen Denkens gab es schon immer verschiedene Vorstellungen. Nach rationalistisch orientierten Theorien bildete sich der klassische Rassismus im 18. Jahrhundert heraus. Führende Theoretiker der westlichen Welt wie Immanuel Kant und Georg Wilhelm Friedrich Hegel versuchten, die rassischen Unterschiede wissenschaftlich zu erklären. Sie nahmen an, dass die menschlichen Rassen nicht nur biologische (vorwiegend körperliche) Unterschiede aufweisen, sondern auch feststehende und unveränderbare Merkmale hinsichtlich ihrer Mentalität und ihres Charakters. Später schien die moderne Biologie und Genetik im Gefolge von Charles Darwin dazu Anhaltspunkte zu liefern.
Andere Vertreter der Aufklärung wie Johann Gottfried Herder distanzierten sich dagegen klar von der Einteilung der Menschen in Rassen. Trotz seiner Abneigung gegenüber der Rassifizierung forderte Herder jedoch die „Reinheit der Kultur“ mit der Begründung, die nationale Identität schützen zu wollen.
Herder schrieb über die Einteilung der Menschen in Rassen:

„Ich sehe keine Ursache dieser Benennung. Rasse leitet auf eine Verschiedenheit der Abstammung, die hier entweder gar nicht stattfindet, oder in jedem dieser Weltstriche unter jeder dieser Farben die verschiedensten Rassen begreift. […] Kurz, weder vier oder fünf Rassen, noch ausschließende Varietäten gibt es auf der Erde.“

Psychologisch orientierte Theorien sehen die Ursachen rassistischen Denkens vor allem in psychisch begründeten Abgrenzungstendenzen zwischen der eigenen Gruppe und Fremdgruppen, die der Stärkung des Identitäts- und Selbstwertgefühls dienen und meist mit stereotypen Vorurteilen und Klischees gegenüber den „Anderen“ und „Fremden“ einhergehen.
Dabei kommt der Projektion eigener psychischer Komponenten auf die fremde Gruppe als Mittel zur Bewältigung eigener innerer Konflikte besondere Bedeutung zu (siehe Abwehrmechanismus). So sieht die Psychoanalytikerin Julia Kristeva die Abwehr des Fremden als Abwehr projizierter unbewusster, angstauslösender Aspekte des Eigenen, bei der all jene Komponenten des Fremden Angst auslösen, die nicht in den eigenen „symbolischen Haushalt“ zu integrieren seien.

„Der Fremde, Figur des Hasses und des anderen, ist weder das romantische Opfer unserer heimischen Bequemlichkeit noch der Eindringling, der für alle Übel des Gemeinwesens die Verantwortung trägt. […] Auf befremdliche Weise ist der Fremde in uns selbst.“

Sie befürwortet das Eingeständnis und das Akzeptieren der Nichtintegrierbarkeit des Fremden und spricht sich für ein Auskommen mit ihm jenseits traditioneller Strategien wie Nivellierung, Ausgrenzung, Auslöschung, Überhöhung oder Erniedrigung aus.
Eher gruppenpsychologisch orientierte Ansätze wie die Theorie der Sozialen Identität nach Henri Tajfel verweisen auf die Relevanz der Zugehörigkeit zu bestimmten sozialen Gruppen für das Selbstbild eines Individuums. Nach ihm konstituiere sich eine Gruppe in Abgrenzung zu anderen Gruppen, wobei bestimmte Unterscheidungsmerkmale stereotypisierend und zum Teil abwertend hervorgehoben würden.
Soziologisch orientierten Theorien gilt Rassismus als Ideologie, die der Aufwertung der eigenen Gruppe und der Stabilisierung des eigenen Selbstgefühls dient und in diesem Sinn eine Abwertung und Ausgrenzung anderer Menschen vornimmt.
Der Rassismus ist von Formen kultureller oder religiöser Intoleranz abzugrenzen, die auf der Basis der gleichen psychischen Mechanismen ebenfalls zu Ablehnung und Unterdrückung anderer Menschengruppen führen. Anders als beim Rassismus wird die Differenz zur eigenen Gruppe in diesen Fällen aber nicht als erblich und unveränderbar angesehen. Durch die religiöse Konversion oder die Annahme einer anderen kulturellen Identität ist eine Integration unterschiedlicher Bevölkerungsgruppen grundsätzlich möglich.
Peter Schmitt-Egner kritisiert sowohl sozialpsychologische als auch ökonomisch-funktionalistische Erklärungen des Rassismus. Ausgehend von Karl Marx’ Werttheorie beabsichtigt Schmitt-Egner stattdessen, „den Rassismus als gesellschaftlich notwendigen Schein der bürgerlichen Gesellschaft nachzuweisen, d. h. zu entwickeln, wie sich in den Widersprüchen der Ökonomieform die objektive Möglichkeit des Rassismus verbirgt.“ Viele marxistische Autoren waren lange davon überzeugt, dass die Arbeiterklasse aufgrund ihrer internationalistischen Haltung gegen Rassismus gefeit sei, über den tatsächlichen Rassismus von Arbeitern gegen Migranten sahen sie hinweg, er „verschwamm im Postulat selbstverständlicher Einheit des internationalen Klassenkampfes oder in der Formel Ihr Kampf ist unser Kampf!“

## Prävention und Bekämpfung von Rassismus
Auf internationaler Ebene arbeiten mehrere Organisationen an der Prävention und Bekämpfung von Rassismus. Auf Ebene des Europarates führt ECRI und auf der Ebene der UNO führt CERD ein regelmäßiges Monitoring der Mitgliedsstaaten in Hinblick auf Rassismus durch. Beide Kommissionen richten in ihren Länder-Monitoringberichten Empfehlungen an die Behörden der Mitgliedsstaaten zur Vorbeugung und Bekämpfung von Rassismus.
Auf dieser Basis haben die 47 Mitgliedsstaaten des Europarats in den Strafgesetzbüchern Regeln zur Bestrafung von sogenannter Hasskriminalität erlassen. Zur Hasskriminalität gehören alle rassistisch motivierten Straftaten, z. B. Völkermord und andere rassistisch motivierte Straftaten gegen die Menschlichkeit und Kriegsverbrechen, rassistisch motivierter Mord, Körperverletzung und Brandstiftung, Volksverhetzung, rassistisch motivierte Beleidigungen, Verleumdungen und Bedrohungen und die Leugnung von Völkermord. Die OSZE sammelt Statistiken zu rassistisch motivierten Straftaten in ihren Mitgliedsstaaten.
Fast alle Mitgliedsstaaten des Europarats haben auch ein Anti-Diskriminierungsgesetz erlassen, das u. a. rassistische Diskriminierungen verbietet. Die 28 EU-Staaten haben sich zum Erlass solcher Gesetze zudem in den EU-Gleichheitsrichtlinien verpflichtet. Deutschland hat das sogenannte Allgemeine Gleichbehandlungsgesetz erlassen.
Fast alle Mitgliedsstaaten des Europarats haben auch eine oder mehrere nationale Gleichstellungsbehörden oder Antidiskriminierungsstelle eingerichtet, deren Aufgabe es ist, rassistischer Diskriminierung auf nationaler, regionaler und lokaler Ebene vorzubeugen und zur Bekämpfung von Rassismus beizutragen. In Deutschland ist das auf Bundesebene die Antidiskriminierungsstelle des Bundes.
ECRI hilft mit ihren 16 Allgemeinen Politikempfehlungen und CERD mit ihren 35 General Recommendations den Mitgliedsstaaten und den Gleichheitsbehörden mit konkreten Empfehlungen bei ihrer Arbeit.

### Wissenschaftliche Widerlegung des Rassebegriffs beim Menschen
Ein wichtiger Beitrag zur Prävention und Bekämpfung von Rassismus aus wissenschaftlicher Sicht ist die „Jenaer Erklärung“ von 2019. Darin widerlegten führende Wissenschaftler aus den Bereichen Evolutionsforschung, Genetik und Zoologie das Konzept der „Rassen“ in Bezug auf den Menschen als wissenschaftlich nicht haltbar. Die Jenaer Erklärung untermauerte das Verständnis von Rasse als sozial konstruiertes Phänomen und betonte, dass Rassismus nicht auf biologischen Unterschieden, sondern auf sozialen und politischen Konstruktionen beruht.
Die Erklärung hatte erheblichen Einfluss auf die öffentliche Debatte und die Gesetzgebung in Deutschland, insbesondere auf die Diskussion über die Streichung des Begriffs Rasse aus dem Grundgesetz. Die Autoren der Erklärung betonen jedoch, dass diese Änderungen nur ein Schritt auf dem Weg zur Überwindung von Rassismus sind und dass weitere Anstrengungen zur Prävention und Bekämpfung von Rassismus notwendig sind.
Diese wissenschaftliche Perspektive trägt zu einer stärkeren gesellschaftlichen Anerkennung der Tatsache bei, dass Rassismus keine biologische Grundlage hat, und fördert den Ansatz, dass Maßnahmen zur Prävention und Bekämpfung von Rassismus sich auf die Bekämpfung von Diskriminierung und Ungleichheit konzentrieren sollten, die auf sozialen und politischen Faktoren beruhen.

### Internationaler Tag und die Wochen gegen Rassismus
Die von der Stiftung für die Internationalen Wochen gegen Rassismus organisierten „Internationalen Wochen gegen Rassismus“ fanden 2018 vom 12. bis 25. März statt (s. a. Stiftung gegen Rassismus und Antisemitismus).
Der 21. März wurde 1966 von den Vereinten Nationen zum Internationalen Tag gegen Rassismus erklärt. Anlass war das Massaker 1960 in Sharpeville, Südafrika, mit 69 Toten. Sechs Jahre danach fasste die Generalversammlung der Vereinten Nationen die Resolution 2142 (XXI), die zur „Elimination of all forms of racial discrimination“ auffordert.

### Antirassismustraining
Insbesondere ausgelöst durch die Black-Lives-Matter-Proteste im Jahr 2020 werden in den Vereinigten Staaten vermehrt sogenannte Antirassismustrainings nachgefragt, zum Beispiel von Unternehmen, die damit ihre Mitarbeiter sensibilisieren wollen. Darin werden die Teilnehmer über systemischen Rassismus und implizite Vorurteile aufgeklärt. Solche Trainings beinhalten meist mehrere Sitzungen, die innerhalb von mehreren Tagen, Wochen oder Monaten absolviert werden. Von zentraler Bedeutung bei solchen Trainings ist es auch, die weißen Teilnehmer über ihre Privilegien aufzuklären.
Allerdings ist das bloße Informieren über die Existenz der Privilegien weißer Menschen allein nicht ausreichend: Eine empirische Untersuchung der Psychologin Erin Cooley ergab, dass das Lesen eines Textes über weiße Privilegien bei den Testpersonen nicht automatisch die Empathie für benachteiligte Schwarze erhöhe, sondern dazu führen könne, dass sich stattdessen die Empathie für ökonomisch benachteiligte Weiße reduziere.

### Ausstellungen
- Deutsches Hygiene-Museum Dresden, 19. Mai 2018 bis 6. Januar 2019: Rassismus – Die Erfindung von Menschenrassen.[171][172]

### Monographien und Sammelbände
- Susan Arndt: Rassismus begreifen: Vom Trümmerhaufen der Geschichte zu neuen Wegen. Beck, München 2021, ISBN 978-3-406-76554-4.
- Étienne Balibar, Immanuel Wallerstein: Rasse, Klasse, Nation. Ambivalente Identitäten. Argument, Hamburg 1998, ISBN 3-88619-386-1.
- Martin Barker: The New Racism. Junction Books, London 1981, ISBN 0-86245-038-1.
- Luca Cavalli-Sforza, Francesco Cavalli-Sforza: Verschieden und doch gleich. Ein Genetiker entzieht dem Rassismus die Grundlage. Droemer Knaur, München 1996, ISBN 3-426-77242-6.
- Margrit Bensch: Rassismus als kulturelle Entwicklungstheorie. Formen biologischen Denkens im Sozialdarwinismus. Dissertation, Technische Universität Berlin 2008.
- Alex Demirović, Manuela Bojadžijev (Hrsg.): Konjunkturen des Rassismus. Westfälisches Dampfboot, Münster 2002, ISBN 3-89691-516-9.
- Frantz Fanon: Schwarze Haut, weiße Masken. Suhrkamp, Frankfurt 1986, ISBN 3-518-37686-1.
- Michael G. Hanchard: The Spectre of Race: How Discrimination Haunts Western Democracy. Princeton University Press, Princeton 2018, ISBN 978-1-4008-8957-0.
- Wulf D. Hund: Rassismus. transcript, Bielefeld 2007, ISBN 3-89942-310-0.
- Ivan Kalmar, Nitzan Shoshan (Hrsg.): Racism in Contemporary Germany: Islamophobia in East and West. Routledge, New York 2022, ISBN 978-1-032-26061-7.
- Claus Melter, Paul Mecheril (Hrsg.): Rassismuskritik. Band 1: Rassismustheorie und -forschung. Wochenschau Verlag, Schwalbach am Taunus 2009. 2. Auflage 2011 (= Politik und Bildung 47), ISBN 978-3-89974-367-8.
- Albert Memmi: Rassismus. Athenäum, Frankfurt 1987, ISBN 3-445-04872-X.
- Robert Miles: Rassismus. Einführung in die Geschichte und Theorie eines Begriffs. Argument, Hamburg 1992, ISBN 3-88619-389-6.
- Todd McGowan: The Racist Fantasy. Unconscious Roots of Hatred. Bloomsbury Academic, New York etc. 2022
- Nora Räthzel: Theorien über Rassismus. Argument, Hamburg 2000, ISBN 3-88619-258-X.
- Mark Terkessidis: Psychologie des Rassismus. Westdeutscher Verlag, Opladen 1998, ISBN 3-531-13040-4.

### Zur Geschichte des Rassismus
- Boris Barth: Rassismus. In: Europäische Geschichte Online, hrsg. vom Institut für Europäische Geschichte (Mainz), 2011. urn:nbn:de:0159-2010092160
- Christian Delacampagne: Die Geschichte des Rassismus. Artemis & Winkler, Düsseldorf 2005, ISBN 3-538-07206-X.
- Oliver Demny: Rassismus in den USA. Historie und Analyse einer Rassenkonstruktion. Unrast-Verlag, Münster 2001, ISBN 3-89771-007-2.
- George M. Fredrickson: Rassismus. Ein historischer Abriß. Hamburger Edition, Hamburg 2004, ISBN 3-930908-98-0. Reclam 2011, ISBN 978-3-15-018839-2.
- Imanuel Geiss: Geschichte des Rassismus. Suhrkamp, Frankfurt am Main 1993, ISBN 3-518-11530-8.
- Christian Geulen: Geschichte des Rassismus. C. H. Beck, München 2007. 2. Auflage 2014, ISBN 978-3-406-53624-3, 3., durchgesehene Aufl. 2017, ISBN 978-3-406-67796-0.
- Peter Glanninger: Rassismus und Rechtsextremismus. Rassistische Argumentationsmuster und ihre historischen Entwicklungslinien (= Mensch und Gesellschaft. Schriftenreihe für Sozialmedizin, Sozialpsychiatrie und medizinische Anthropologie, Band 16). Peter Lang Verlag, Frankfurt am Main 2009, ISBN 978-3-631-57501-7.
- Wulf D. Hund: Wie die Deutschen weiß wurden. Kleine (Heimat-) Geschichte des Rassismus, Stuttgart: Metzler 2017.
- Christian Koller: Rassismus. Stuttgart: UTB 2009, ISBN 978-3-8252-3246-7.
- Christian Koller: Metamorphosen des modernen Rassismus, in: Lernen aus der Geschichte: Rassismus als Ideologie in Geschichte und Gegenwart, 17. September 2014.
- George L. Mosse: Die Geschichte des Rassismus in Europa. Fischer, Frankfurt am Main 2006, ISBN 3-596-16770-1.
- Rosa A. Plumelle-Uribe: Weisse Barbarei. Vom Kolonialrassismus zur Rassenpolitik der Nazis. Rotpunktverlag, Zürich 2004, ISBN 3-85869-273-5.
- Léon Poliakov, Christian Delacampagne, Patrick Girard: Rassismus. Über Fremdenfeindlichkeit und Rassenwahn, Luchterhand-Literaturverlag, Hamburg 1992, ISBN 3-630-71061-1.
- Karin Priester: Rassismus. Eine Sozialgeschichte. Reclam, Leipzig 2003, ISBN 3-379-20076-X.
- Ulrike Marz: Kritik des Rassismus. Eine Einführung. Schmetterling Verlag, 2022 Stuttgart. ISBN 3-89657-699-2
- Vojin Saša Vukadinović (Hrsg.): Rassismus. Von der frühen Bundesrepublik bis zur Gegenwart. De Gruyter Oldenbourg, Berlin 2023.

### Aufsätze
- Lawrence A. Blum: Racism: What It Is and What It Isn't. In: Studies in Philosophy and Education. Band 21, Nr. 3, 2002, ISSN 0039-3746, S. 203–218, doi:10.1023/A:1015503031960 (springer.com [abgerufen am 16. Februar 2021]).
- Walter Demel: Wie die Chinesen gelb wurden. Ein Beitrag zur Frühgeschichte der Rassentheorien. In: Historische Zeitschrift. Band 255, Nr. 1, 1992, S. 625.
- Leo Roepert: „The Real Distinctions Which Nature Has Made.“ Rassismus, Kapitalismus und die Natur des bürgerlichen Subjekts. In: Ingo Elbe/Robin Forstenhäusler/Katrin Henkelmann/Jan Rickermann/Hagen Schneider/Andreas Stahl (Hg.): Probleme des Antirassismus. Postkoloniale Studien, Critical Whiteness und Intersektionalitätsforschung in der Kritik. Edition TIAMAT, Berlin 2022, S. 244-277, ISBN 978-3-89320-296-6.
- Fatima El-Tayeb: Deutschland post-migrantisch? Rassismus, Fremdheit und die Mitte der Gesellschaft. In: Aus Politik und Zeitgeschichte. 14–15/2016. 4. April 2016, S. 15–21. (online)
- Gábor Paál: Rassismus oder die Angst vor dem Fremden. In: Detlef Clas, G. Paal (Hrsg.): Fremde Heimat – Migration weltweit. Filderstadt 2007, ISBN 978-3-935129-35-0.
- Pierre-André Taguieff: Le néo-racisme différentialiste. In: Langage et Société. Nr. 34, 1985, S. 69–98

### Interview
- mit Christian Geulen: Wie die Europäer "weiss" wurden, in: Mare, Nummer 171, August 2025, S. 32–35

### Vereinte Nationen
- Committee on the Elimination of Racial Discrimination (CERD) beim High Commissioner for Human Rights (OHCHR, Hochkommissar für Menschenrechte): ohchr.org (englisch)
- World Conference against racism, racial discrimination, xenophobia and related intolerance (WCAR), Durban, 2001: un.org (englisch)

### Europarat
- European Commission against Racism and Intolerance (ECRI), (englisch)
  - National specialised bodies to combat to racism and racial discrimination. Council of Europe (englisch)

### Deutschland
- Kompakt erklärt: Rassismus. Lexikon der Brandenburgischen Landeszentrale für politische Bildung
- Anti-Rassismus Informations-Centrum Nordrhein-Westfalen e. V. (ARIC-NRW): aric-nrw.de
- Birgit Rommelspacher, comlink.de: Rassismus und Rechtsextremismus – Der Streit um die Ursachen
- christinemorgenstern.de: Theorie, Geschichte und Gegenwart von Rassismus
- internationale-wochen-gegen-rassismus.de
- Ulrich Kattmann, shoa.de: Rassismus, Biologie und Rassenlehre
- schule-ohne-rassismus.org
- stiftung-gegen-rassismus.de
- Deutsche UNESCO-Kommission, 1978, unesco.de: Erklärung über „Rassen“ und Rassenvorurteile

### Österreich
- afrika-wien.at: Afrikaner in Wien: zwischen Mystifizierung und Verteufelung
- Bundesministerium für Europa, Integration und Äußeres, bmeia.gv.at: Kampf gegen Rassismus, Fremdenfeindlichkeit und Diskriminierung
- Bundesministerium für Wirtschaft und Arbeit, 2008, Irmtraud Voglmayr, uibk.ac.at: Leitfaden für einen nicht-diskriminierenden Sprachgebrauch (PDF; 1,6 MB)
- Verein für Zivilcourage und Anti-Rassismus-Arbeit, zara.or.at (U. a. Beratungsstelle für Opfer und Zeugen von Rassismus; jährlicher Report über rassistische Übergriffe und Strukturen in Österreich)

### Schweiz
- Bernhard C. Schär: Rassismus. In: Historisches Lexikon der Schweiz.
- Eidgenössische Kommission gegen Rassismus: ekr-cfr.ch
- Stiftung gegen Rassismus und Antisemitismus: gra.ch (z. B. Chronologie der rassistischen Vorfälle in der Schweiz ab 1992, Kampagnen)
- Schweizerisches Kompetenzzentrum für Menschenrechte (SKMR): skmr.ch

### Liechtenstein
- Verein für Menschenrechte (VRM): menschenrechte.li (Unabhängige Nationale Menschenrechtsinstitution)
- Liechtenstein-Institut, liechtenstein-institut.li: Extremismus in Liechtenstein (Jährliches Monitoring)